# Sevilla (stad)

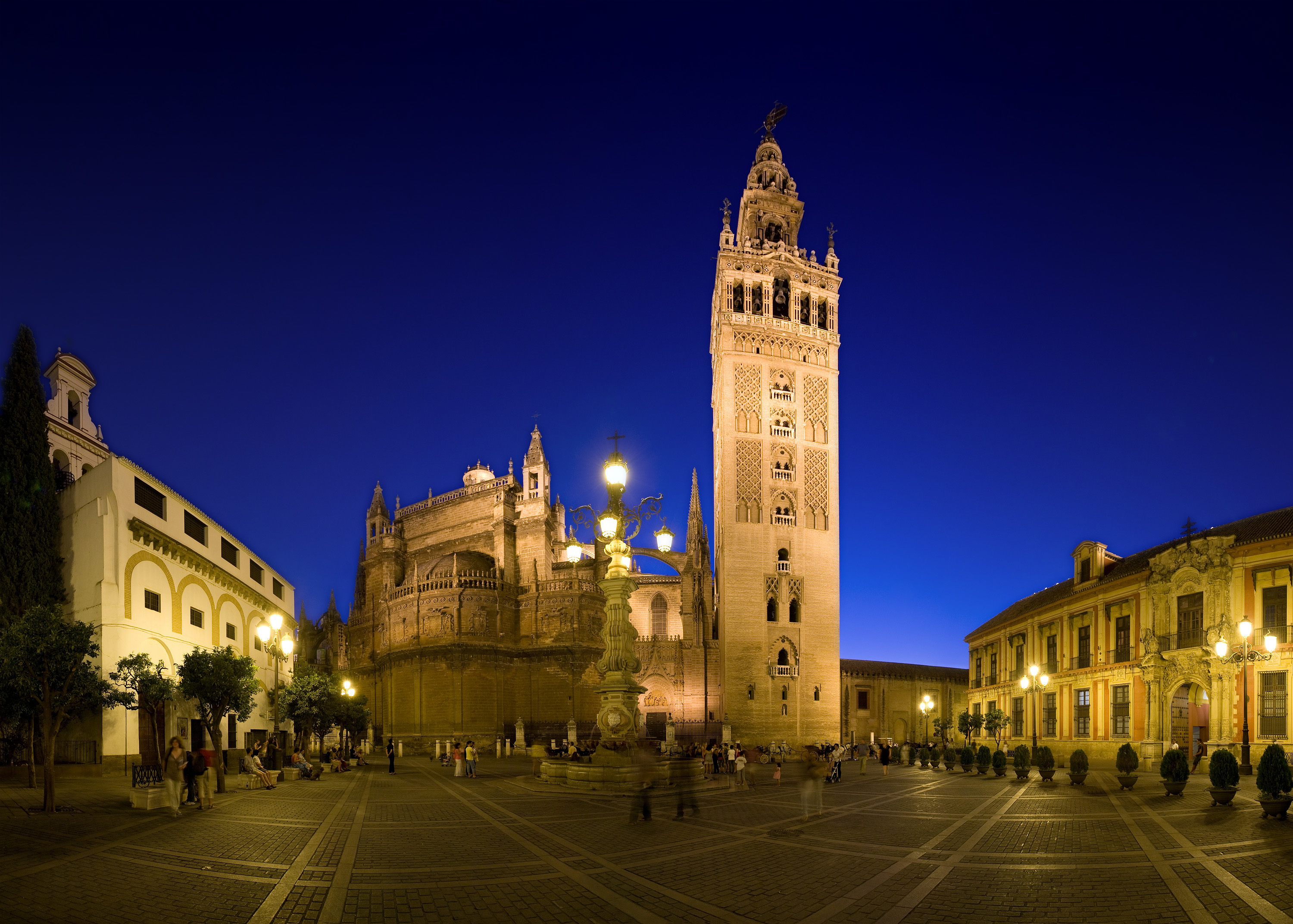
Giralda

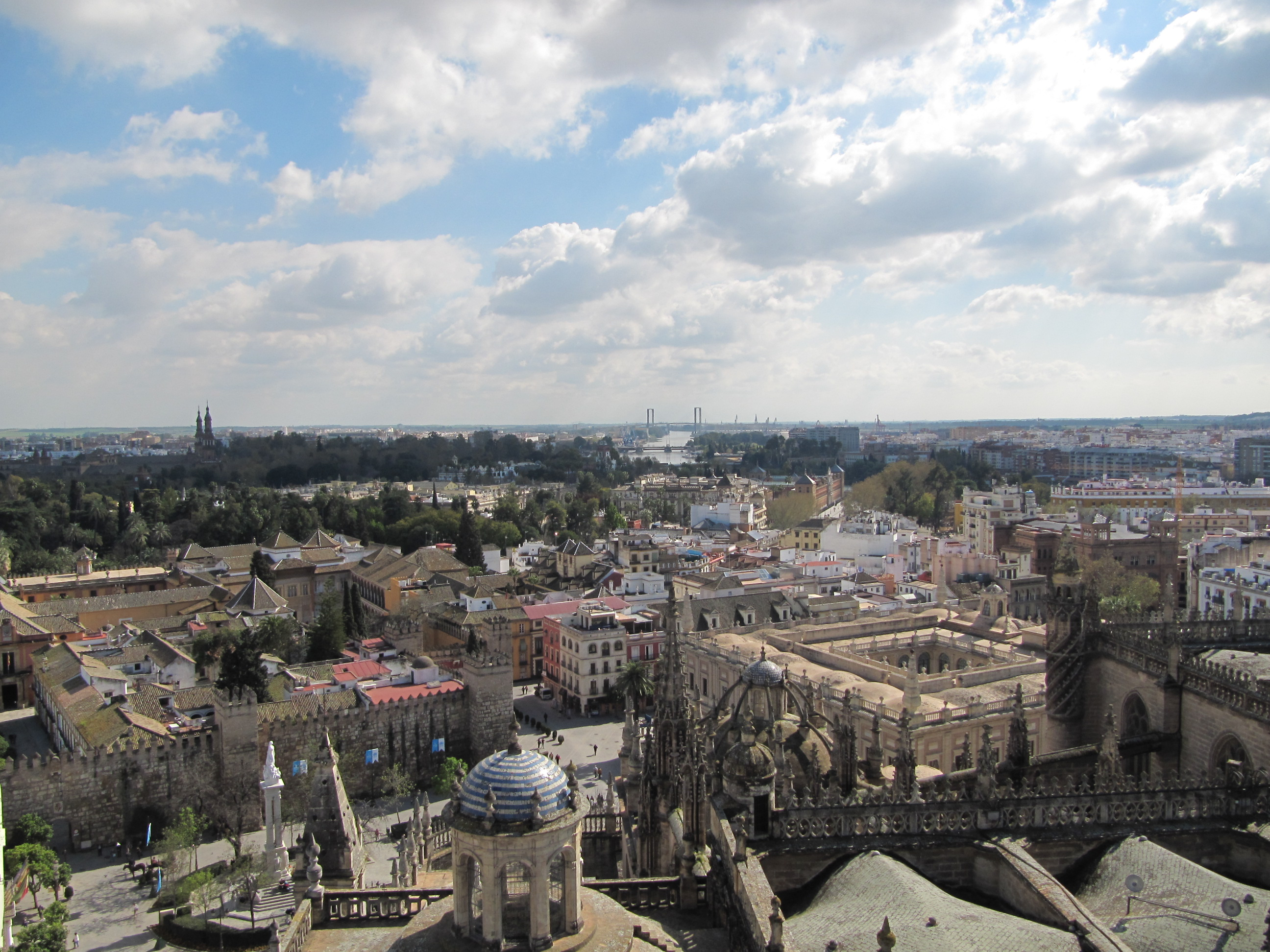
Sevilla

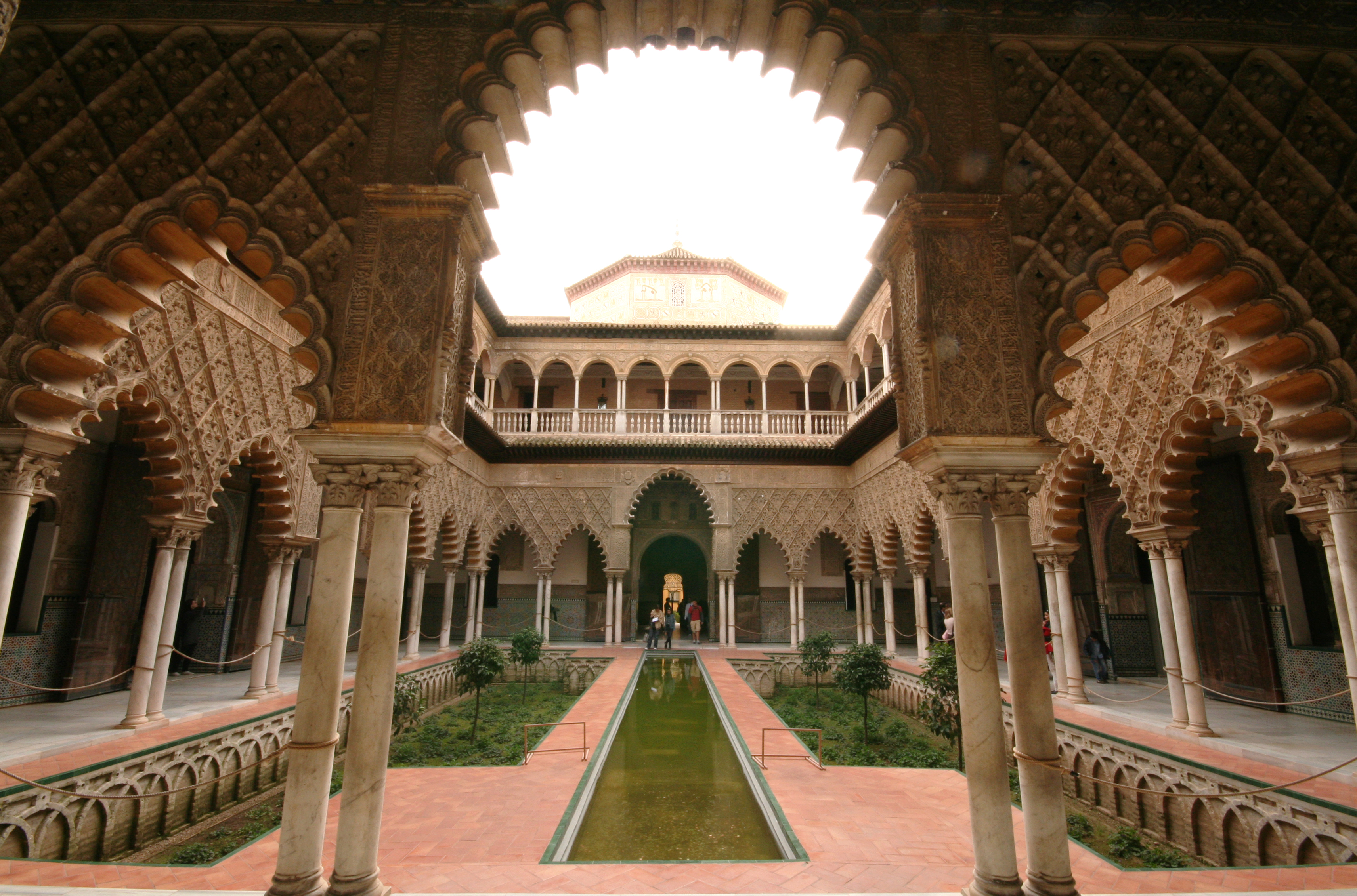
Patio de las Doncellas in het Alcázar (koninklijk paleis)

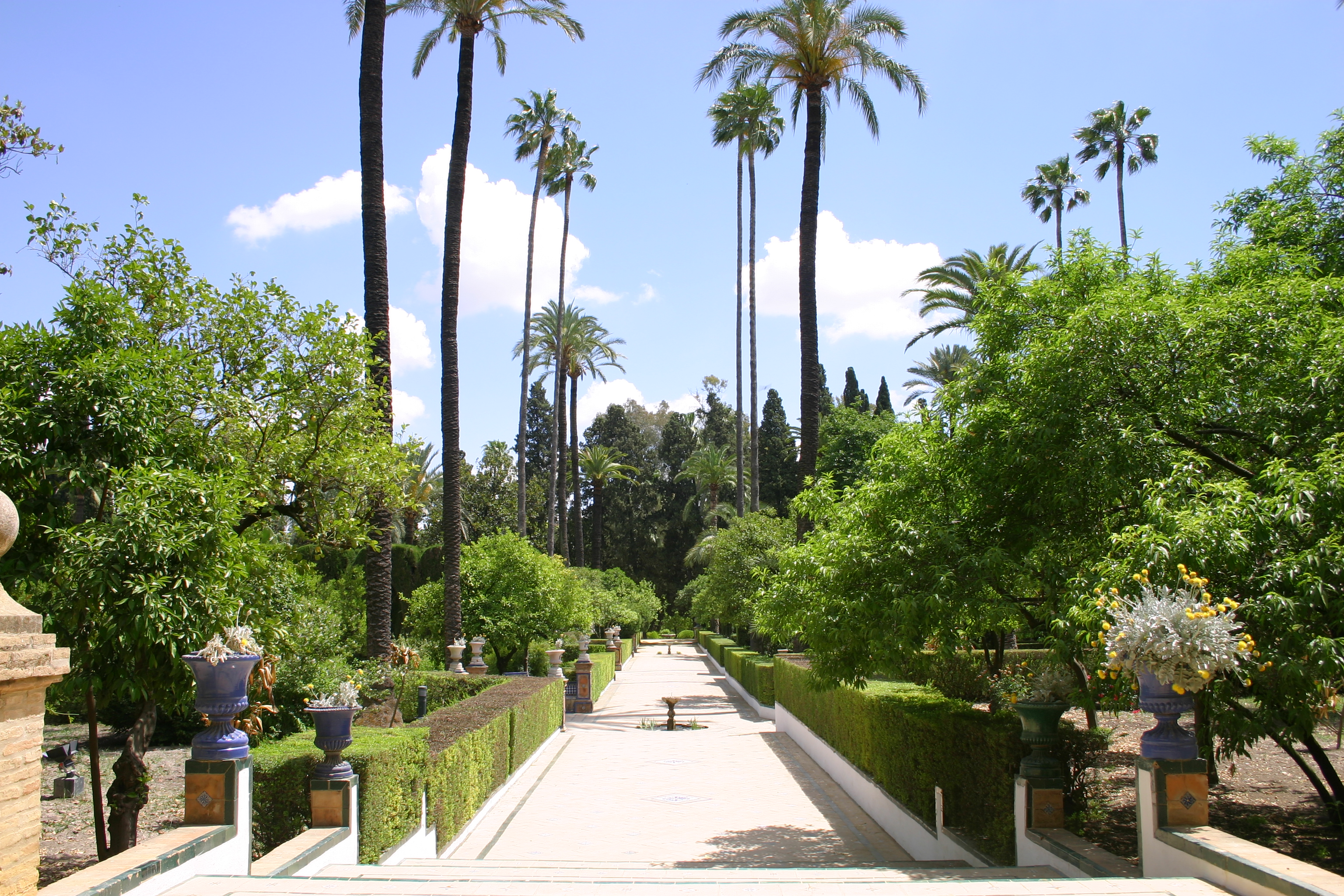
Palmtuinen in het Alcázar

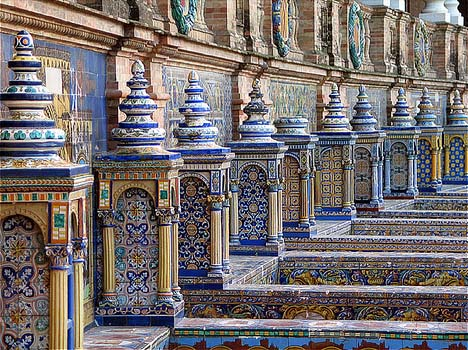
Gepolychromeerde azulejos op Plaza de España

Sevilla is een gemeente en de hoofdstad van de Spaanse autonome regio Andalusië, en van de provincie Sevilla. Het is de belangrijkste stad van Zuid-Spanje op het gebied van cultuur, politiek, economie en kunst. In 2022 had de stad 681.998 inwoners, en in de agglomeratie Sevilla wonen ongeveer 1,5 miljoen mensen.
Sevilla ligt aan de rivier de Guadalquivir, die voor niet al te grote zeeschepen bevaarbaar is tot in de stad. Sevilla heeft het grootste historische centrum van Spanje en een van de grootste van Europa, waarin de bezienswaardigheden van de stad, de kathedraal van Sevilla met de toren Giralda, het Alcázar en de Torre del Oro zich bevinden. De Sevilliaanse wijk Triana wordt beschouwd als de geboorteplaats van de Spaanse dans- en muziekstijl flamenco. De stad staat in Spanje ook bekend om het niet-officiële, maar afwijkende dialect dat er gesproken wordt.

## Geschiedenis

### De Grieken en Romeinen
Volgens de Griekse en Romeinse mythologie werd de stad gesticht door Herakles toen hij de Hesperiden bezocht. Door opgravingen weet men dat de stad rond 1000 v.Chr. in het gebied van Tartessos lag. Volgens sommigen wás Sevilla oorspronkelijk zelfs Tartessos. De Feniciërs en Carthagenen veroverden de stad rond 600 v.Chr. In deze tijd werd Sevilla gebruikt als handelscentrum voor het zuiden van het Iberisch Schiereiland, totdat het land werd veroverd door de Romeinen. Zij noemden de stad “Colonia Iulia Romula Hispalis” of kortweg “Hispalis”, hoofdstad van de toenmalige provincie Hispania Baetica. Vlakbij stichtten de Romeinen de kolonie Italica, en van hieruit werd Zuid-Spanje grondig geromaniseerd. De rijkdommen van de zilver en goudmijnen van de streek kwamen ten goede aan Rome en o.a. Julius Caesar, die een tijdje gouverneur in Baetica was, bekostigde hiermee zijn verovering van de macht over het Romeinse Rijk. Tijdens het verval van het West-Romeinse Rijk werd er door verschillende Germaanse stammen gestreden om de stad maar uiteindelijk werden de Visigoten de baas.

### De Visigoten
In het jaar 426 werd de stad ingenomen door de Vandalen, onder leiding van Gunderic, en in het jaar 441 door de Sueben onder leiding van Koning Rechila. Ongeveer 100 jaar later werden zij uit de stad verdreven door de Visigoten en hun koning Leovigild. Daarna volgde de opstand van zijn zoon, Hermenegild, die zich katholiek verklaarde, en daardoor een vijand van zijn eigen vader werd. Koning Leovigild werd dan ook opgevolgd door zijn andere zoon, Reccared I, die in 586 de troon overnam, waarna goede tijden voor Sevilla aanbraken.

### De Moren en Vikingen
In het jaar 712 werden Sevilla, Medina-Sidonia en Mérida veroverd door de Moren onder leiding van Musa ibn noussayr en zijn zoon Abd al-Aziz ibn Mussa. Vanaf dat moment veranderde Sevilla, samen met Córdoba in een van de belangrijkste steden ter wereld. Op 844 werd het Moorse Sevilla aangevallen door de Vikingen, die na hun mislukte aanvallen op Asturië, Galicië en Lissabon verder naar het zuiden waren afgedaald. Zij bestormden de stad gedurende zeven dagen, zonder succes, en verscholen zich daarna op het nabijgelegen eiland Isla Menor in de rivier de Guadalquivir, wachtend op hulptroepen. Het machtige Moorse kalifaat Córdoba was hen echter voor, en op 11 november 844 begon een rampzalige strijd, waarin met name de Vikingen duizenden mannen verloren en zich uiteindelijk moesten overgeven. Zij die het overleefden, installeerden zich als boeren in nabijgelegen dorpen als Carmona en Coria del Río. De Vikingen probeerden overigens verschillende keren Sevilla alsnog te veroveren, in 859, 966 en 971, zonder succes.
De Moren gaven Sevilla de Arabische naam Ishbiliya, dat later veranderde in Shbiya, en waar ook het huidige Sevilla van is afgeleid. Onder het Moorse bewind groeide de stad zowel cultureel als economisch gezien enorm, en werd een van de belangrijkste steden van het rijk Al-Andalus, samen met Córdoba. Sevilla was hoofdstad van een van de vele taifarijken, en was daarvan van 1023 tot 1091 het machtigste. Rondom het jaar 1063 begon echter langzaam maar zeker de katholieke opkomst, en al snel werd de stad voor het eerst afhankelijk van het Rijk van Castilië. In de tijd van de Almohaden bouwde men in Sevilla onder andere de Giralda en het Alcázar. Aan het einde van de 11e eeuw werd de stad bewoond door de Almoraviden, die zorgden voor verdere economische groei. In 1248 werd Sevilla officieel veroverd door Castilië, onder leiding van de katholieke koning Ferdinand III.

### De Joden van Sevilla
Tot de inwoners van Sevilla behoorden ook Spaanse Joden (Sefardim). Zij woonden daar al sinds Romeinse tijden en mogelijk zelfs eerder. Net als in de rest van Moors Spanje konden zij na de Moorse verovering van Sevilla in 712 in relatieve vrijheid leven, alhoewel hieraan een einde kwam ten tijde van de heerschappij van de Almohaden. De Joodse bevolking van Sevilla verwelkomde de Reconquista van Sevilla in 1248. Na de Reconquista konden de Joden van Sevilla in het begin in relatieve vrijheid leven. Maar naarmate de tijd vorderde, raakten zij steeds meer in de verdrukking. In 1391 sloeg het noodlot toe: nagenoeg de hele Joodse bevolking van Sevilla werd het slachtoffer van een pogrom. In 1492 werden de overgebleven Joden van Sevilla gedwongen Spanje te verlaten indien zij zich niet tot het christendom bekeerden. Zij die zich bekeerden, werden conversos of nieuwe christenen genoemd. Zij die ervan verdacht werden in het geheim hun Joodse geloof te blijven belijden, werden door de Inquisitie vervolgd. In 1502 werden de overgebleven Moren van Sevilla eveneens tot bekering gedwongen. Zij die zich bekeerden, werden morisken genoemd.
De wijk “Santa Cruz” staat bekend als de oude Joodse wijk van Sevilla.

### De Spaanse kolonisatie van Amerika

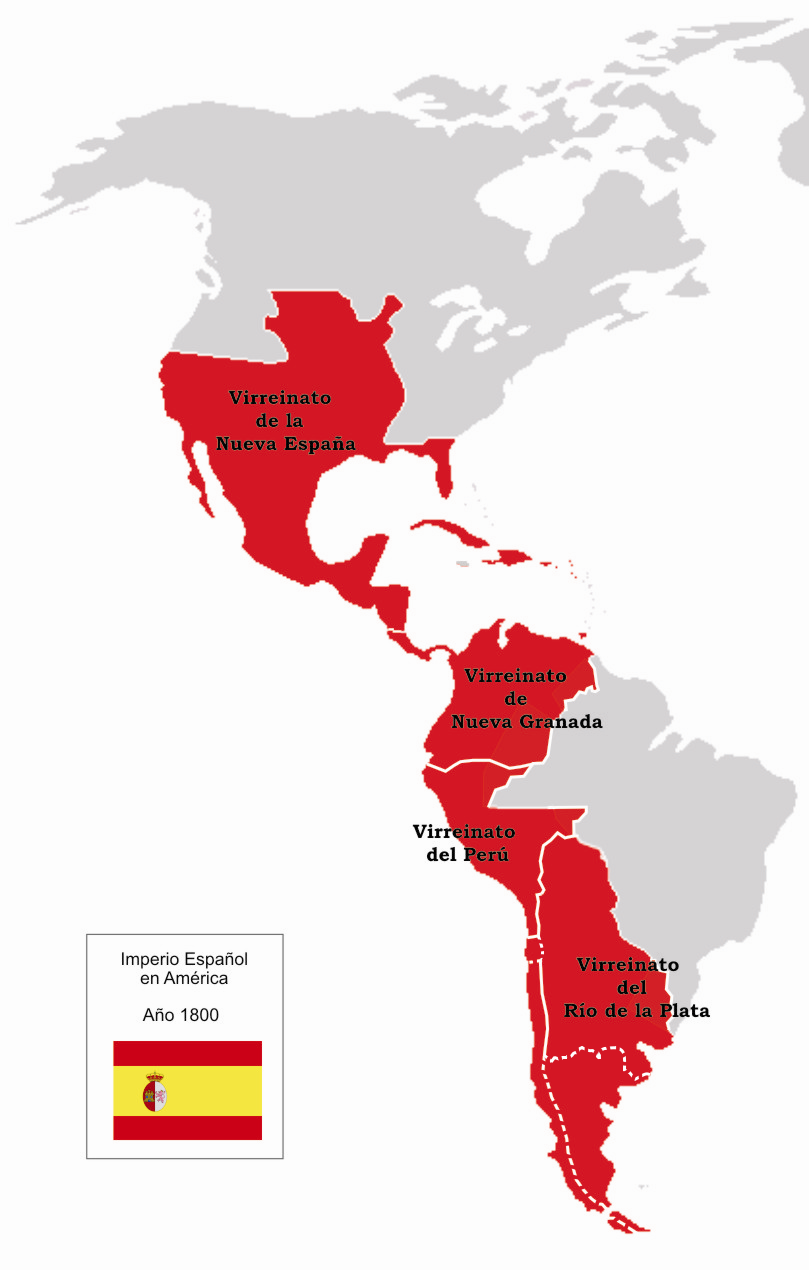
De Spaanse kolonisatie

De ontdekking van de Nieuwe Wereld door Christoffel Columbus in 1492 en het begin van de Spaanse kolonisatie was een zeer belangrijke gebeurtenis voor Sevilla. Vanaf dat moment werd het namelijk de belangrijkste haven tussen Europa en Amerika en de thuisbasis van de beroemde zilvervloot. Sevilla was al een van de belangrijkste havens van Spanje voor de handel met Vlaanderen en Italië. Een aantal jaar later werd de Real y Supremo Consejo de Indias in Sevilla gesticht door de Katholieke Koningen. Vanuit dit centrum werden alle ontdekkingsreizen, het transport van eventuele schatten en handelsrelaties met de Nieuwe Wereld georganiseerd. Door deze belangrijke rol groeide de stad, en telde rond het jaar 1500 al meer dan 100.000 inwoners. Het werd een van de meest ontwikkelde steden van Spanje, met mooie stenen straten en huizen. De stad trok handelaren, ontdekkingsreizigers en consuls aan vanuit heel Europa, de stad was nu immers de beste plek om te profiteren van de rijkdommen uit Amerika. Het archief van de Consejo wordt bewaard in het Archivo General de Indias. Door deze multiculturele invloeden groeide de stad ook op creatief gebied, met name de schilder- en beeldhouwkunst en literatuur droegen bij aan de Spaanse Gouden Eeuw. Ook industrieel groeide Sevilla, door de productie van nieuwe producten als zijde, zeep en keramiek, en de komst van meer dan 50 fabrieken.
De eerste tabak die gebruikt werd in Europa kwam vooral door import uit Zuid-Amerika. De Spanjaarden wilden die handel controleren, ze maakten het landen als Engeland en Nederland moeilijk om tabak te verhandelen. Ze hadden Sevilla uitgeroepen tot tabakshoofdstad van Europa en alle tabak moest via deze stad verdeeld worden over het Europese continent.

### De 17e eeuw
Door de grote wereldwijde macht van Spanje kwam in het jaar 1615 Hasekura Tsunenaga naar Sevilla, een Japanse ambassadeur. Zijn doel was handelsrelaties tussen Japan en Spanje aan te gaan. Aan het begin van de 17e eeuw begon de macht van Sevilla echter af te nemen, onder andere omdat het “Archivo General de Indias” werd overgenomen door de haven van Cádiz. Ook ondervond de stad last van de financiële crisis die zich over heel Europa verspreidde en werd geteisterd door verschillende overstromingen en de pestepidemie, waardoor naar schatting 60.000 mensen overleden, bijna de helft van de stadsbevolking. Op religieus gebied ontwikkelde Sevilla zich echter als nooit te voren, en in 1671 waren er meer dan 45 kloosters, bewoond door onder anderen franciscanen, dominicanen, augustijnen en jezuïeten. Vanaf dat moment stond Sevilla wereldwijd bekend als “Tierra de María Santísima”, oftewel “Grond van de Heilige Maria”.

### De 18e en 19e eeuw
De Franse invasie van het Iberisch Schiereiland strekte zich ook uit tot Sevilla, en de stad werd in 1810 bezet door Jozef Bonaparte, broer van Napoleon Bonaparte. Deze verovering verliep echter zonder gevechten en verlies van mensenlevens, maar baseerde zich op onderhandelingen. In 1812 kwam echter al een einde aan de Franse bezetting, door de tegenaanvallen van zowel Spanje als Engeland. De Franse koning verliet de stad; maarschalk Soult beroofde Sevilla echter van een groot aantal kunstschatten. In de 19e eeuw werd begonnen aan het aanleggen van een spoorlijn in Sevilla, hiervoor was de vernietiging van het grote aantal stadsmuren nodig, en in deze periode begon dan ook de geografische stadsuitbreiding.

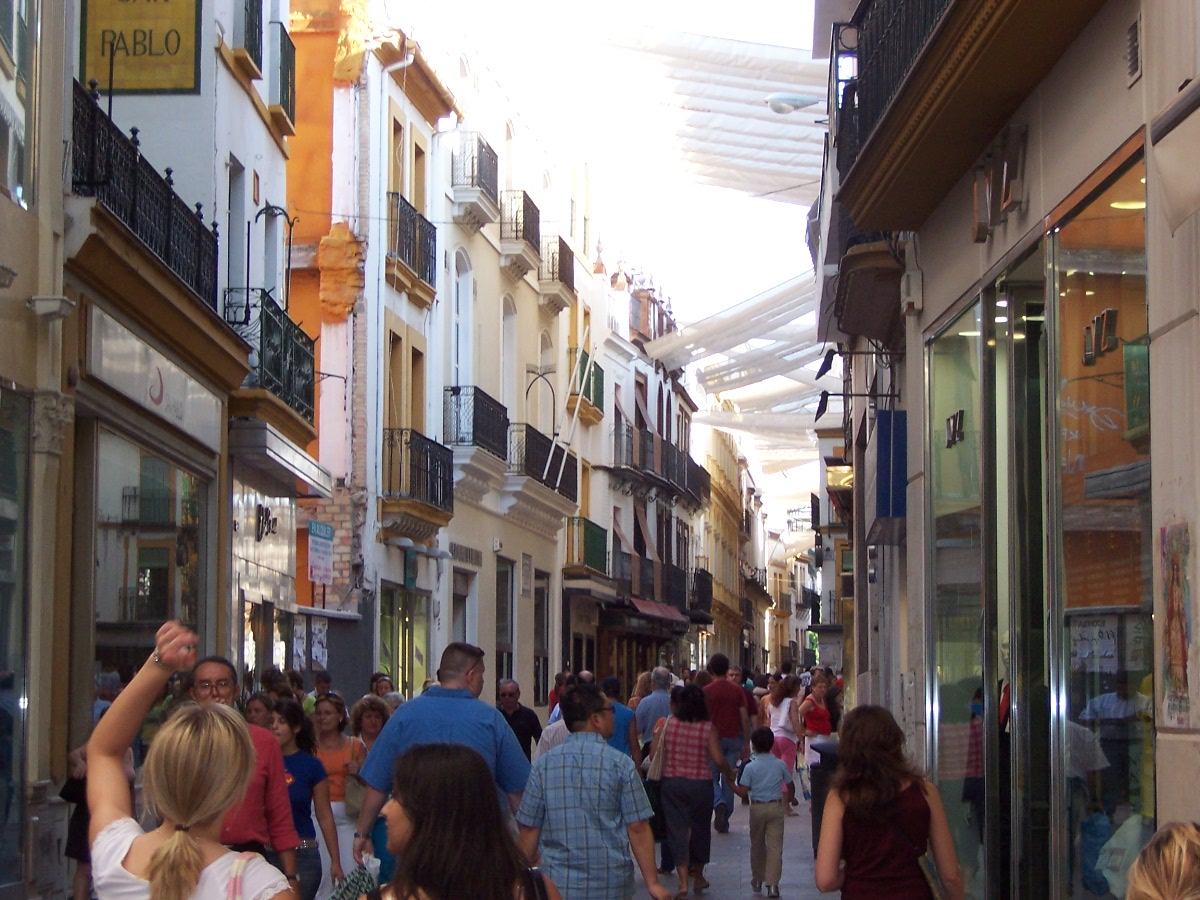
Een van de centrale straten

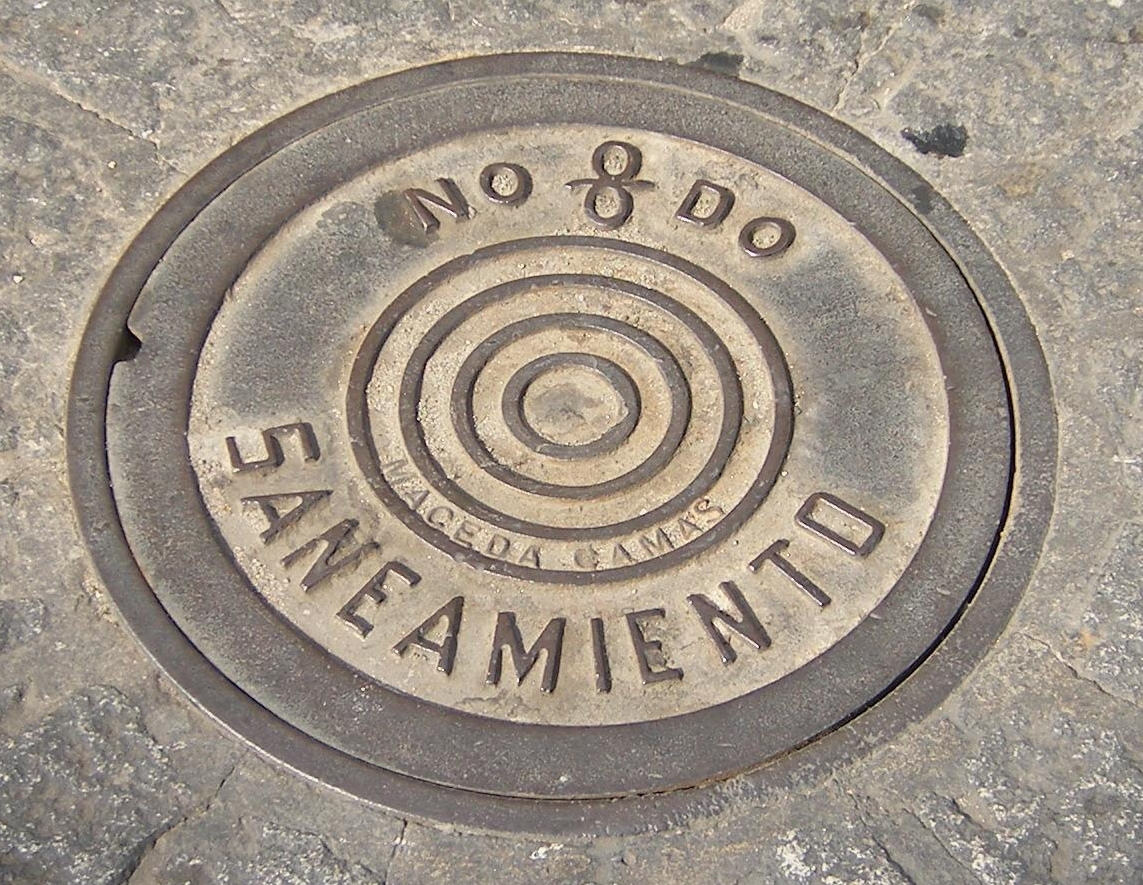
NO8DO

### De 20e en 21e eeuw
In 1929 organiseerde de stad de Ibero-Amerikaanse Tentoonstelling, waarvoor het beroemde “Plaza de España” werd aangelegd. Sevilla werd ook slachtoffer van de Spaanse Burgeroorlog en de bezetting van dictator Francisco Franco, zij het in mindere mate dan Madrid en Barcelona.
Wat recenter, in 1992, organiseerde Sevilla een prestigieuze Wereldtentoonstelling. Een deel van de installaties die hiervoor werden gebouwd zijn veranderd in het grootste technologische wetenschapspark van Andalusië, het pretpark Isla Mágica en de beroemde brug Puente del Alamillo, ontworpen door Santiago Calatrava. Al sinds een groot aantal jaren wordt gewerkt aan de aanleg van een metronet in Sevilla.
In juni 2002 was Sevilla gaststad voor de Europese Raad; als reactie hierop ontstonden er verschillende protesten tegen de intensieve samenwerking binnen de Europese Unie. Sevilla is een politiek socialistische stad (PSOE). Na de Spaanse verkiezingen van 2004 had de socialistische partij een voorsprong van 30,4% op haar rivalen; dat was hoger dan in alle andere Spaanse steden. Tot grote schok van de PSOE is hieraan in mei 2011 een einde gekomen. Door de economische crisis in Spanje ontstond grote ontevredenheid onder de bevolking. Hierdoor werden de gemeentelijke verkiezingen voor de PSOE een nederlaag. Zelfs in het PSOE-bolwerk Sevilla won de PP (Partido Popular).

## Motto van Sevilla
Het motto van Sevilla is “NO8DO”, waarbij de 8 een knot wol (in het Spaans: madeja) voorstelt. De rebus moet dus gelezen worden als "NO MADEJA DO", een informele uitspraak van "No me ha dejado", wat in het Spaans “Zij heeft me niet verlaten” betekent. Volgens de legende is deze spreuk in de 13e eeuw gebezigd door Alfons X die daarmee vaststelde dat Sevilla ("Zij") hem niet in de steek heeft gelaten bij zijn strijd tegen zijn zoon Sancho IV. De spreuk wordt echter ook toegeschreven aan Ferdinand III, die dit zei in 1248 bij de bevrijding van Sevilla van de Moren. Dit motto is niet alleen terug te vinden in de vlag van Sevilla (zie afb.) maar ook op veel putdeksels en wordt altijd verwerkt in de poort ("La Portada") van de Feria de Abril.

## Klimaat

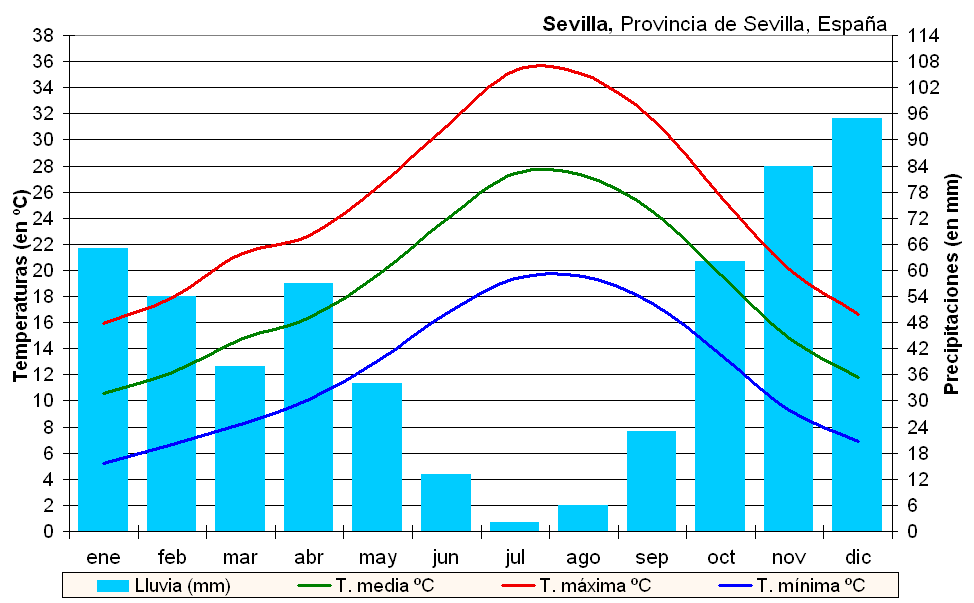
Klimaatgrafiek van Sevilla

Sevilla staat bekend om zijn warme klimaat, de gemiddelde jaartemperatuur is 18,6 graden Celsius. Dit maakt Sevilla een van de warmste steden van Europa. De winters zijn relatief mild; in januari, de koudste maand van het jaar, is de gemiddelde maximumtemperatuur 16 °C. De zomers zijn heet, droog en lang; van maart tot en met november kan de temperatuur de 30 °C bereiken. In de maand juli is de gemiddelde maximumtemperatuur 35,3 °C en de 40 gradengrens wordt met regelmaat overschreden. De gevoelstemperatuur kan oplopen tot boven de 50 °C. De officiële recordtemperatuur werd gemeten op 25 juli 1995: 46,6 °C. Gemiddeld kent de stad 41 dagen regen per jaar, waarvan de helft te verwaarlozen is, omdat er maar een paar millimeter neerslag valt.

## Geografie
Sevilla ligt voor Spaanse begrippen laag, op 20 meter boven zeeniveau, in een relatief grote vallei aan de rivier de Guadalquivir. De stad grenst onder meer aan de rijstvelden van “Las Marismas”, het Nationaal park Doñana en de “Aljarafe”, een conurbatie met meer dan 350.000 inwoners.

### Afstanden naar andere steden

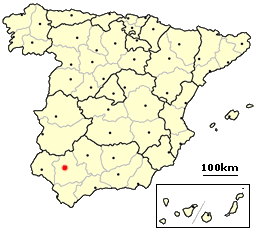
Ligging van Sevilla binnen Spanje

- Alicante: 602 kilometer
- Badajoz: 246 kilometer
- Barcelona: 1018 kilometer
- Bilbao: 935 kilometer
- Cádiz: 125 kilometer
- Córdoba: 142 kilometer
- Granada: 257 kilometer
- Huelva: 95 kilometer
- A Coruña: 915 kilometer
- Lissabon: 395 kilometer
- Madrid: 539 kilometer
- Málaga: 212 kilometer
- Valencia: 751 kilometer
- Zaragoza: 853 kilometer

## Demografische ontwikkeling
Bron: INE; 1857-2011: volkstellingen
Opm: Bevolkingscijfers in duizendtallen

## Bezienswaardigheden

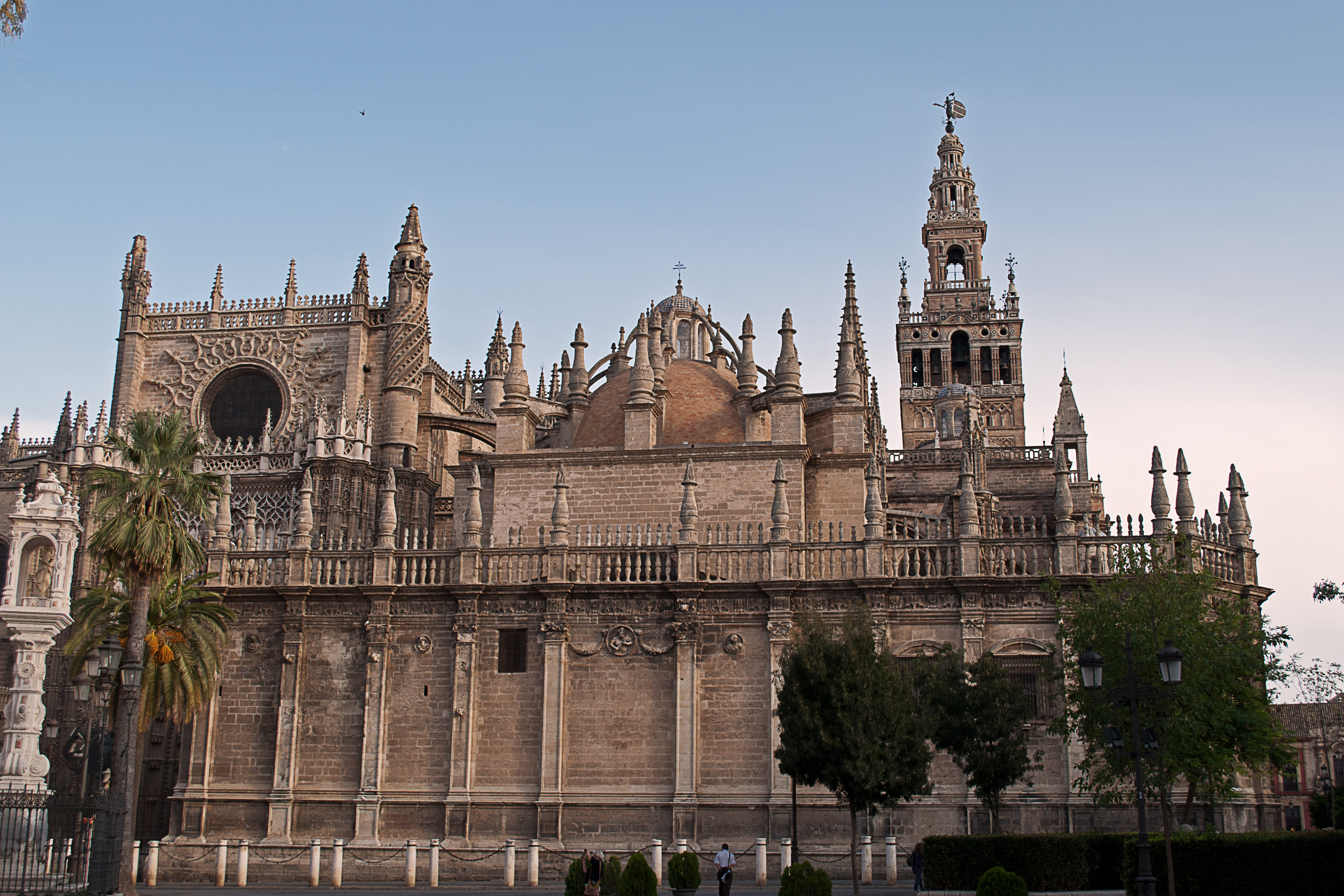
Kathedraal

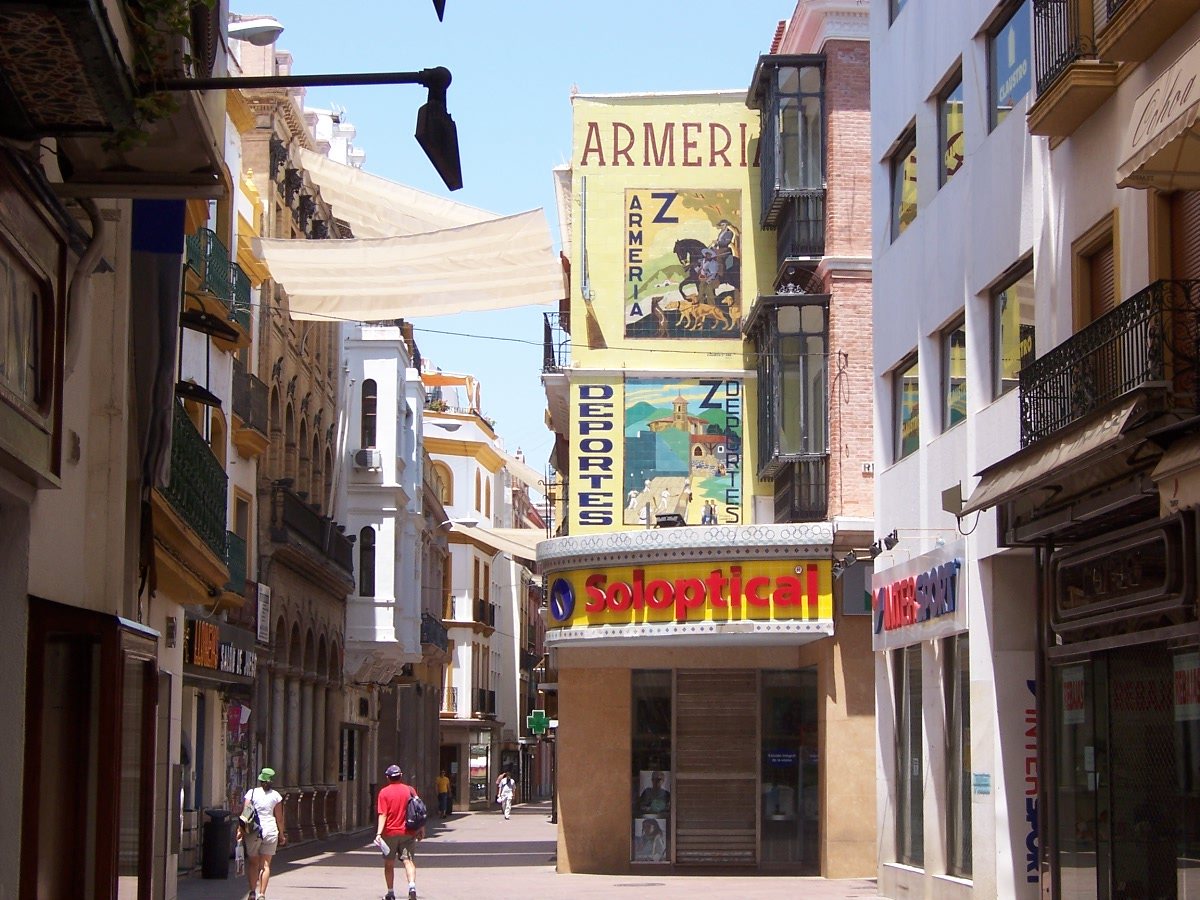
Een van de historische straten

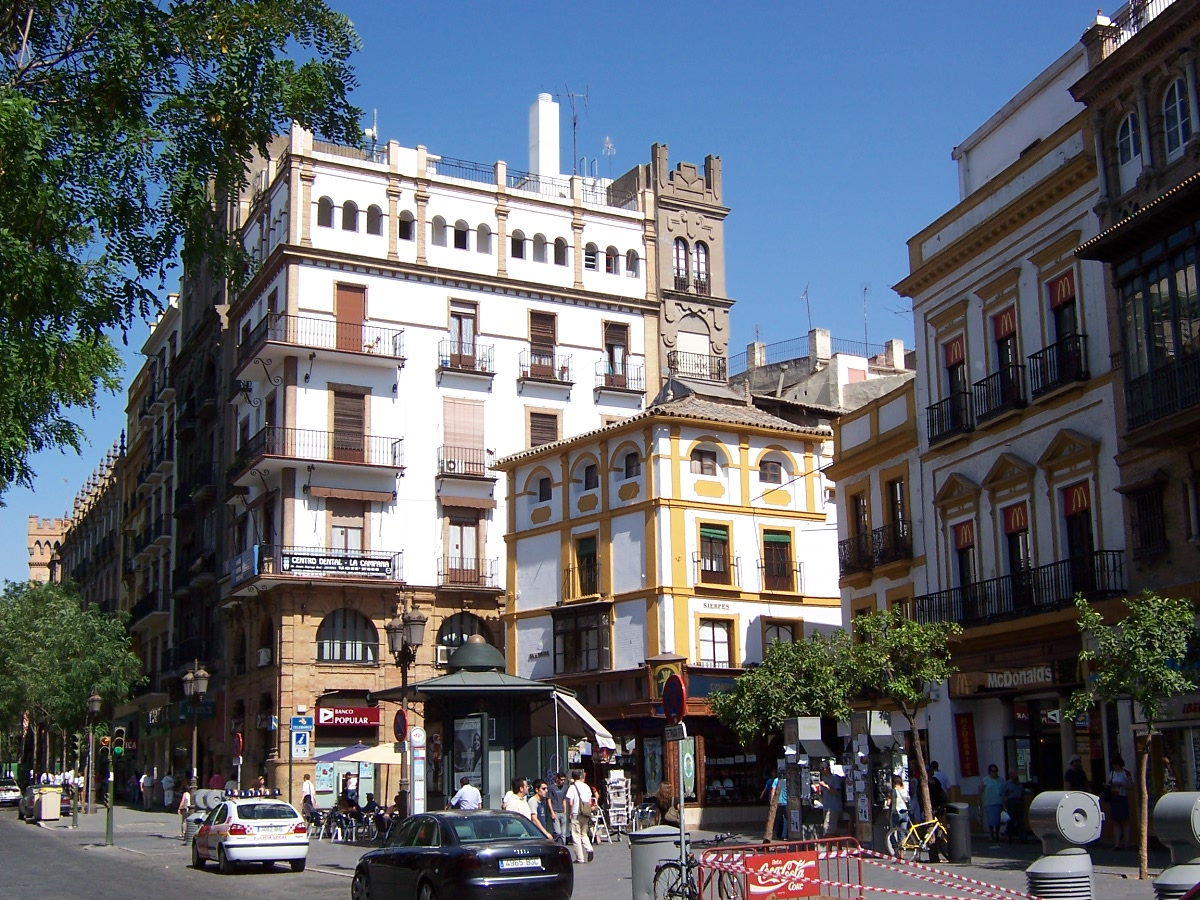
La Campana

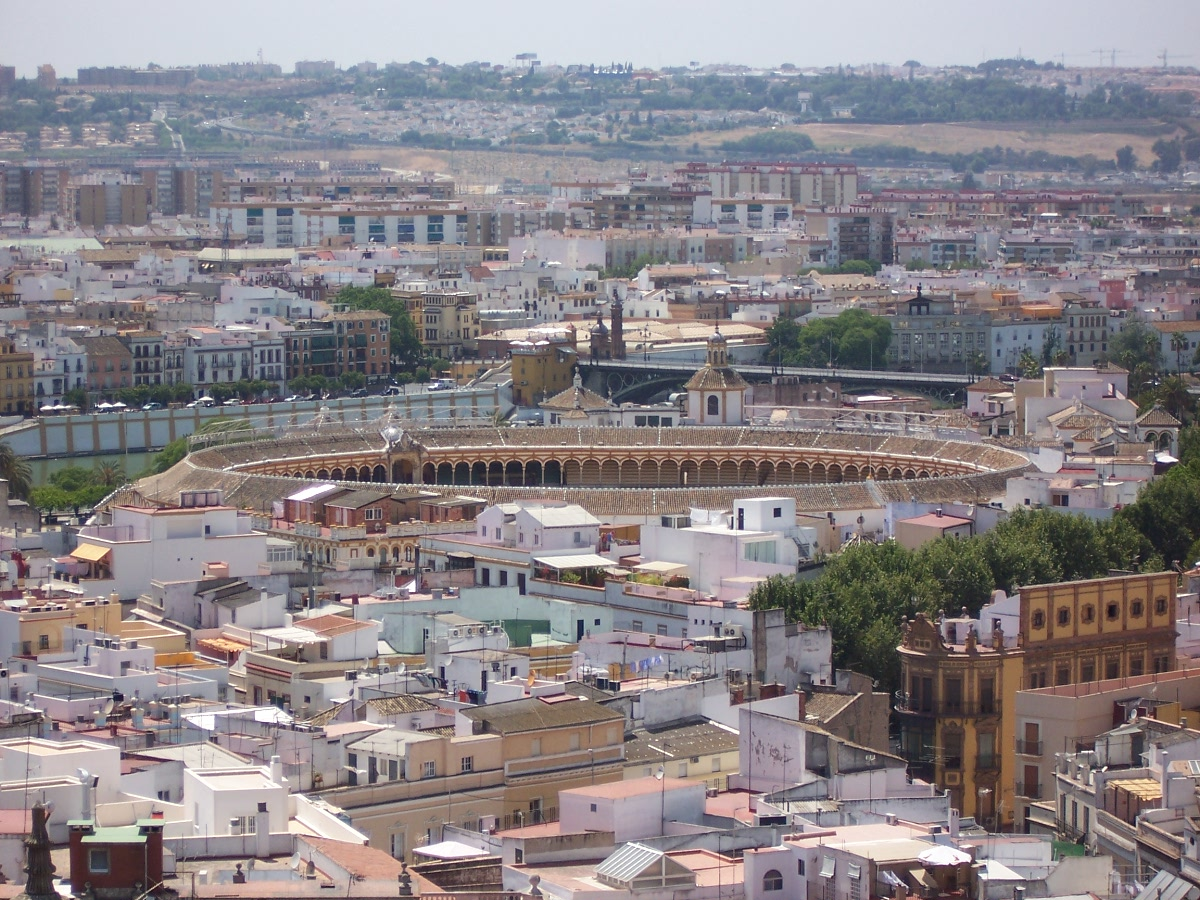
La Maestranza, stierenvechtarena

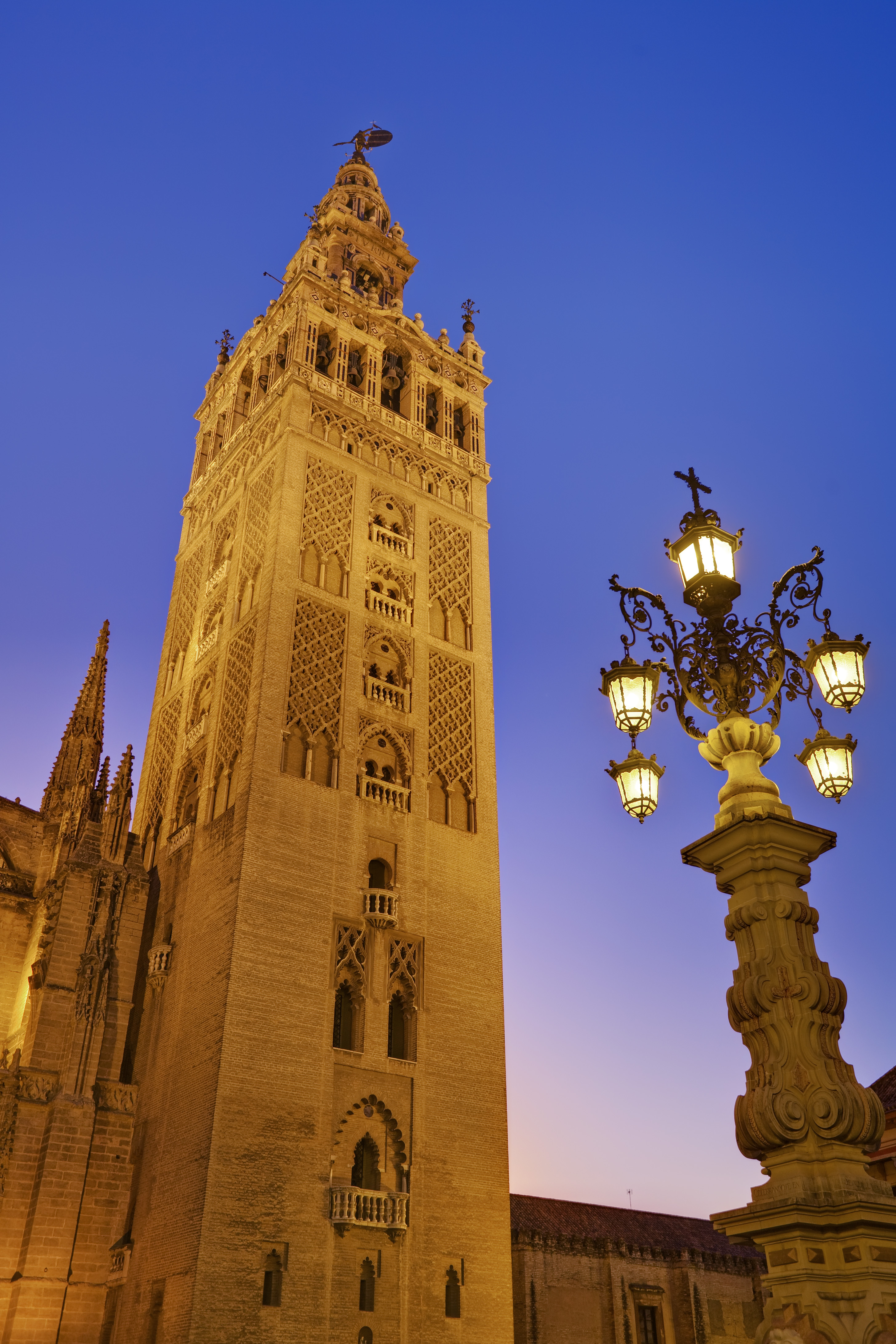
Giralda en kathedraal

Sevilla wordt door velen een ‘openluchtmuseum’ genoemd. De stad staat vol met historische monumenten, kerken, parken en palmtuinen, overblijfselen van verschillende culturen.
Een van de bekendste gebouwen van de stad is de kathedraal Maria de la Sede, het grootste kerkgebouw van Europa na de Sint-Pieter in Rome en de St Paul's Cathedral in Londen en de grootste gotische kathedraal ter wereld. Het symbool van de stad, de “Giralda”, maakt er deel van uit. Deze 96 meter hoge klokkentoren was oorspronkelijk een Moorse minaret, ooit de hoogste ter wereld. Volgens de legende mogen er in Sevilla geen hogere gebouwen gebouwd worden. In 2011 bestaat ophef over bouwplannen in La Cartuja, waar het eerste gebouw zal verrijzen dat hoger is dan La Giralda. Een ander boegbeeld van Sevilla is het 14e-eeuwse paleis Alcázar, een belangrijk voorbeeld van Mudejarstijl. Samen met het Archivo General de Indias staan de kathedraal van Sevilla en het Alcázar sinds 1987 op de Werelderfgoedlijst van UNESCO.
Noemenswaardige musea zijn het Archeologisch Museum (Museo Arqueológico), het Museum voor Schone Kunsten (Museo de Bellas Artes) met belangrijke werken van kunstenaars uit Sevilla, zoals Bartolomé Murillo en Francisco Zurbarán, en het genoemde museum Archivo de Indias, dat waardevolle documenten over de geschiedenis van het Amerikaanse continent bewaart. Een maritiem museum bevindt zich in de Torre del Oro (Goudtoren), een 13e-eeuwse wachttoren.
Een architectonisch monument is het Plaza de España, net buiten het historisch centrum, dat in 1929 werd aangelegd ter gelegenheid van de Ibero-Amerikaanse tentoonstelling (Exposición Iberoamericana). Op het plein vindt men tweeënvijftig fresco’s, waarvan elk beschilderd is met typische afbeeldingen van de tweeënvijftig Spaanse provincies. Sevilla was in 1992 gaststad van Expo '92.

### Andere bezienswaardigheden
- Alameda de Hércules: een van de oudste lanen van de stad
- Antigua Audiencia
- Caños de Carmona: de resten van een Romeins aquaduct
- Casa de Pilatos: een klein Andalusisch paleis
- De wijk ”Santa Cruz”: een historische wijk vol met pleinen, bloemen en pittoreske gebouwen
- Hospital de la Santa Caridad: een liefdadigheidsinstelling met een kerk in barokstijl, bekend vanwege de serie schilderijen van Murillo
- Metropol Parasol, klaarblijkelijk de grootste houten constructie ter wereld die de omgeving van Plaza de Encarnación nieuw leven moet inblazen
- Monasterio Santa María de las Cuevas: een klooster
- Murallas de Sevilla: stadsmuren
- Palacio Arzobispal: aartsbisschoppelijk paleis
- Palacio de las Dueñas: residentie van de Hertog van Alva
- Parlamento de Andalucía
- Plaza de América
- Plaza de Toros: “La Maestranza”, de grootste stierenvechtarena van Spanje, gebouwd in 1749
- Tabaksfabriek van de Universiteit Sevilla
- Plaza Nueva

### Kerken
- Basílica de la Esperanza Macarena
- Iglesia de la Anunciación
- Iglesia de la Magdalena
- Iglesia de El Salvador
- Iglesia de San Luis de los Franceses
- Iglesia de Santa Ana
- Iglesia de Santa Catalina
- Iglesia de Santa Marina

### Musea
- Centro Andaluz de Arte Contemporáneo: Andalusisch Centrum voor Hedendaagse Kunst
- Museo Arqueológico: Archeologisch Museum
- Museo de Artes y Costumbres Populares: Museum van Kunsten en Moderne Gebruiken
- Museo de Carrajes
- Museo de Bellas Artes de Sevilla: Museum voor Schone Kunsten
- Museo del Baile Flamenco: Museum over het ontstaan en de ontwikkeling van de Flamenco
- Museo Militar
- Museo Naval
- Tesoro Catedralicio

### Parken en palmtuinen
- Jardín de la Cartuja
- Jardines Chapina
- Jardines de Cristina
- Jardines de la Buhaira
- Jardines de las Delicias
- Jardines del Prado
- Jardines del Real Alcázar
- Jardines del Valle
- Parque del Alamillo
- Parque de los Príncipes
- Parque de María Luisa

## Cultuur

### Eten en drinken
Sevilla staat bekend om haar gevarieerde keuken, de hoeveelheid restaurants, bars en cafés. In Sevilla is het gebruik om twee keer per dag een warme maaltijd te nuttigen. De Sevillianen nemen de tijd voor het eten en houden van een apertitief en/of tapa vooraf.
Bekend zijn "pescaito frito" (gebakken vis), "gazpacho" (koele soep met tomaten, komkommer, paprika, azijn, olijfolie en knoflook), "cola de toro" (gestoofde stierenstaart), "caracoles" (slakken met saus) en "papas aliñás" (gekookte aardappelen en eieren met uien, azijn en olijfolie).
Zoete lekkernijen zoals "torrijas" (gebakken brood met kaneelpoeder en honing), pestiños (gebakken deeg met honing) en "tortas de aceite" (koeken met anijskorrels en olijfolie) zijn populair.
Opvallend is dat de Sevillianen bijna allemaal tussen twee en drie uur eten en vaak gezamenlijk. De gewoonte is om na het middageten even te rusten, dat is de zogenaamde siësta en wordt (in de zomer) gehouden tot ongeveer zes uur.

### Sport
Sevilla is de thuisbasis van twee voetbalteams die spelen in "Primera División" (Eredivisie van Spanje): Real Betis Balompié en Sevilla FC, de laatste ploeg van deze twee won in 2006, 2007, 2014, 2015, 2016, 2020 en 2023 de UEFA Europa League.
Sevilla was speelstad voor het Wereldkampioenschap voetbal 1982. Opmerkelijk genoeg werden de wedstrijden in twee stadions gespeeld. In het Estadio Ramón Sánchez Pizjuán van Sevilla FC en het Estadio Benito Villamarín van Real Betis Balompié werden elk twee wedstrijden afgewerkt. In 2021 verving Sevilla Bilbao als speelstad voor het uitgestelde Europees kampioenschap voetbal 2020, omdat er in Bilbao door de daar nog aanhoudende coronapandemie niet kon worden gegarandeerd dat er publiek bij de wedstrijden kon zijn. Deze wedstrijden werden gespeeld in het Estadio de La Cartuja.
Sevilla was kandidaat-stad voor de Olympische Spelen van 2004 en 2008, maar zonder succes, de eer ging respectievelijk naar Athene en Peking. In 1999 organiseerde de stad het wereldkampioenschap atletiek, in 2002 het wereldkampioenschap roeien en het wereldkampioenschap kanovaren, in 2003 de finale van de UEFA Cup, en in 2004 de finale van de Davis Cup.
Sevilla is tientallen keren etappeplaats geweest in de wielerkoersen Ronde van Spanje en de Ruta del Sol.
Een zijtak van de Guadalquivir is tijdens de wintermaanden een populaire trainingslocatie voor roei- en kanoploegen van over de hele wereld, inclusief de Nederlandse.

### Traditionele vieringen
Andalusië is van oudsher een van de meest katholieke regio's van Spanje. Hierbij moet worden opgemerkt dat het aantal praktiserende gelovigen hier is gedaald sinds de dood van Franco in 1975. Toch staat Sevilla sinds jaar en dag bekend om de grote religieuze viering van de Semana Santa, oftewel de Heilige Week.
De Semana Santa in Sevilla wordt traditioneel gevierd in de lente, tijdens de eerste volle maan, niet alleen in Sevilla. Tijdens de Heilige Week wordt de stad overspoeld door bedevaarders en toeristen. De religieuze viering wordt traditioneel afgesloten met een groot feest, waar jaarlijks honderdduizenden Spanjaarden op afkomen. Daarnaast zijn er het hele jaar door processies van kleine broederschappen. Ook Sacramentsdag en Onze-Lieve-Vrouw Hemelvaart zijn dagen waarop plechtige processies door de straten trekken. De verering van de Moeder Gods is voor de Sevillianen een trots, overal is zij aanwezig in de stad.
Een aantal weken na de Semana Santa vindt een ander belangrijk festival in Sevilla plaats, de jaarlijkse “Feria de Abril”, oftewel het “Festival van April”. Tijdens deze viering van het begin van de lente, zet de bevolking van de stad verschillende tenten op waar een week lang in wordt gedanst en gedronken met de hele familie. De vrouwen dragen dan traditionele flamencojurken en de mannen lopen in de chicste pakken. Het festivalterrein wordt opgebouwd als een soort dorp, waarin elke straat de naam krijgt van een beroemde torero, oftewel stierenvechter. De Feria de Abril trok in 2005 meer dan één miljoen bezoekers. Een van de leukste anekdotes van de Feria de Abril is dat koning Willem-Alexander en koningin Máxima elkaar hier hebben leren kennen.

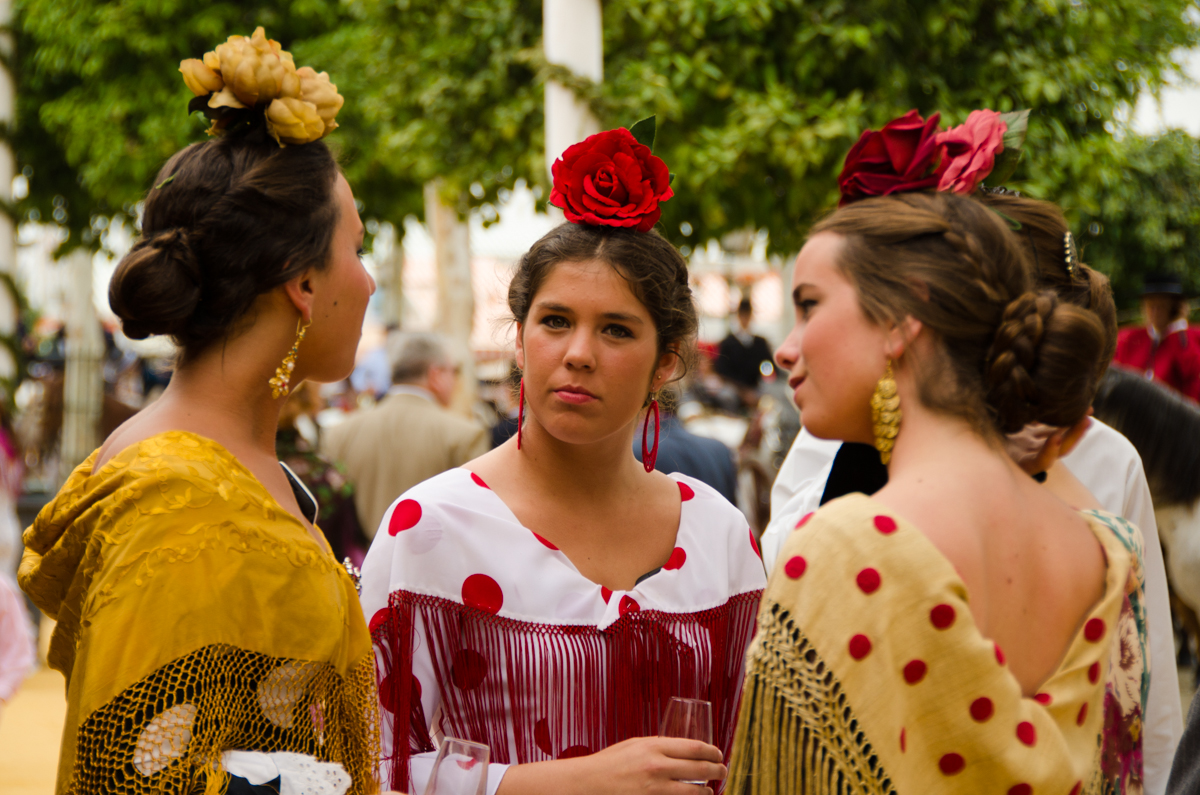
De traditionele dracht van Sevilla tijdens feesten
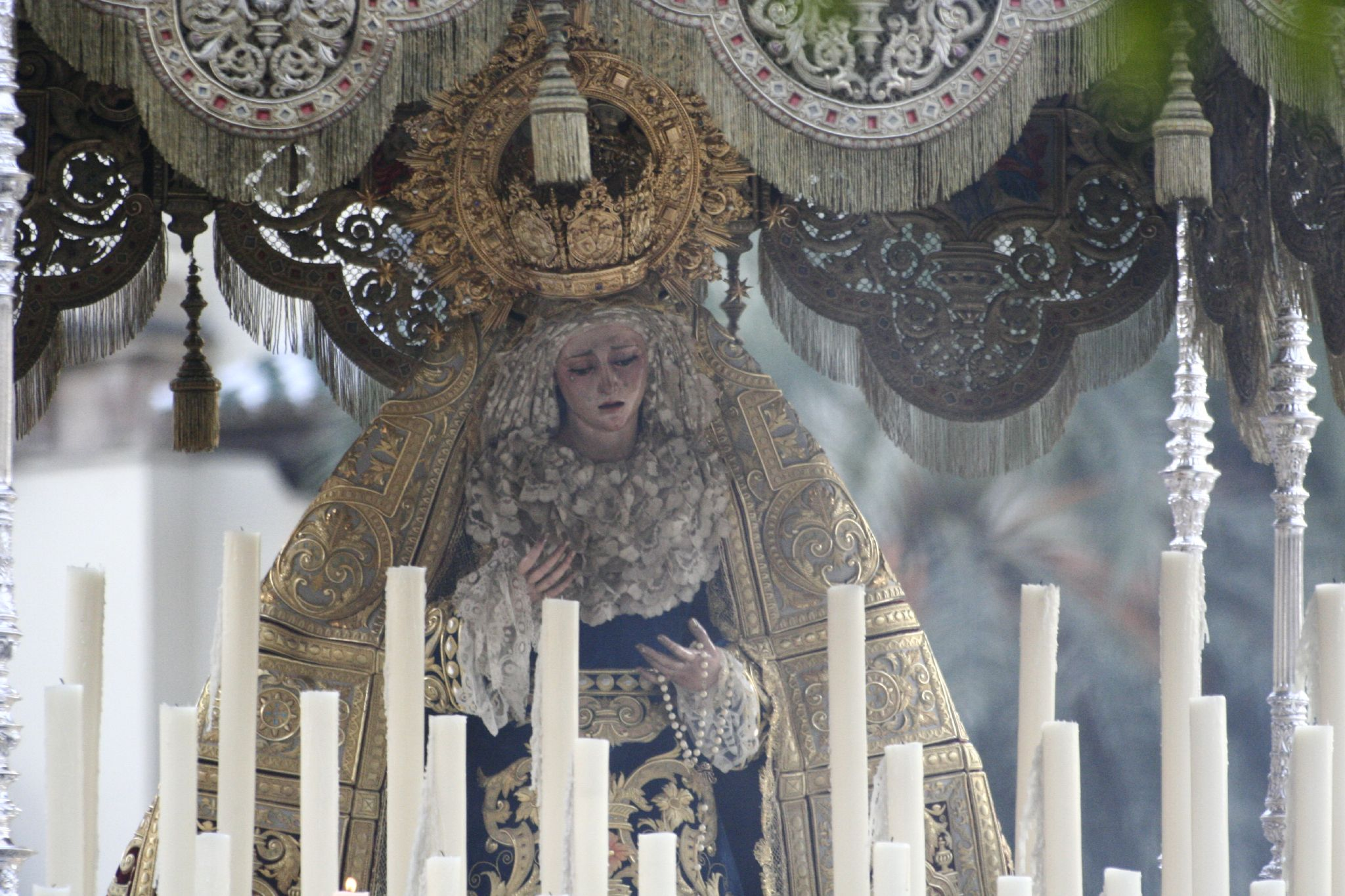
OLV van Smarten, Aartsbroederschap van de Studenten, Sevilla
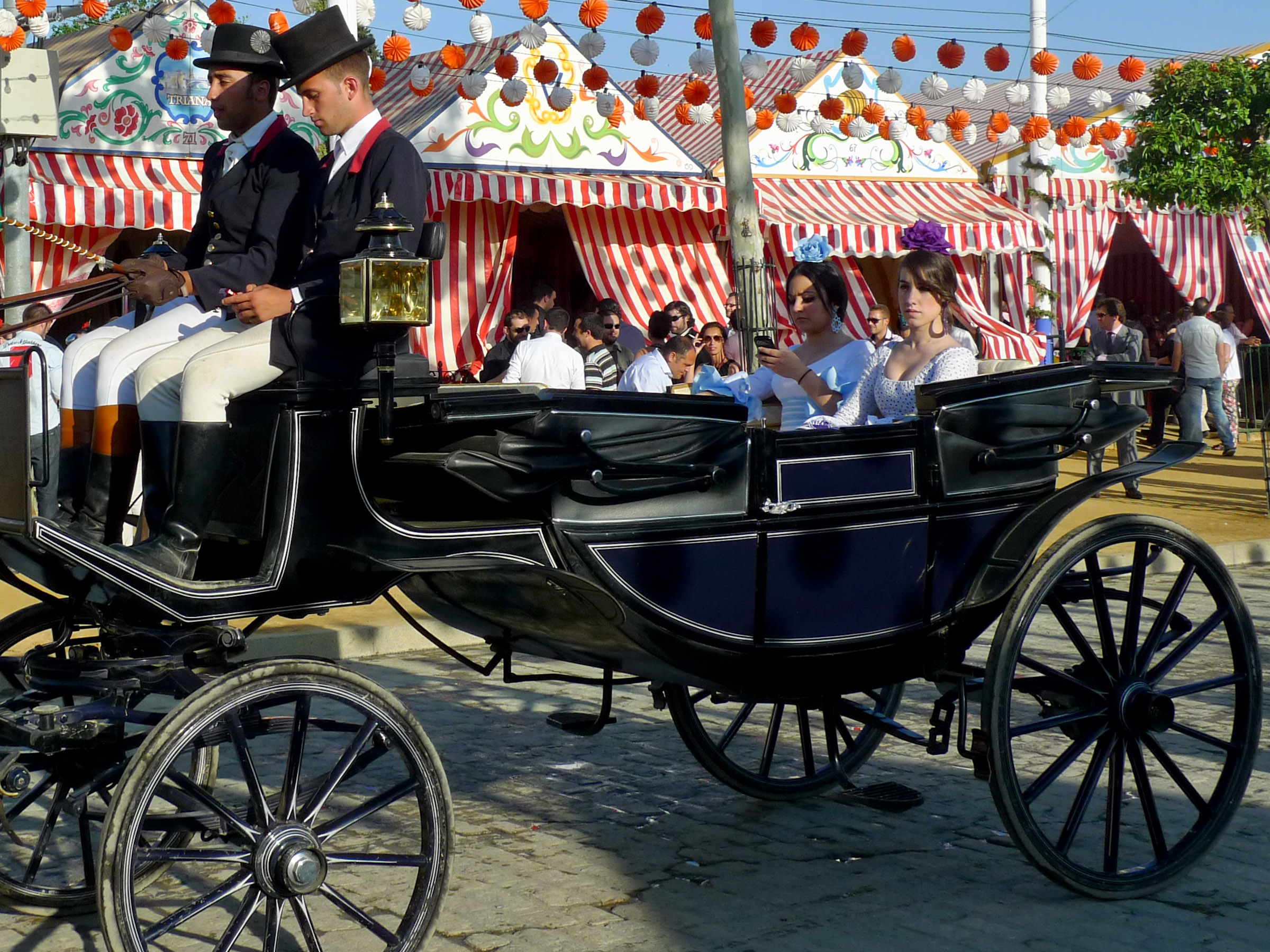
De Feria de Abril
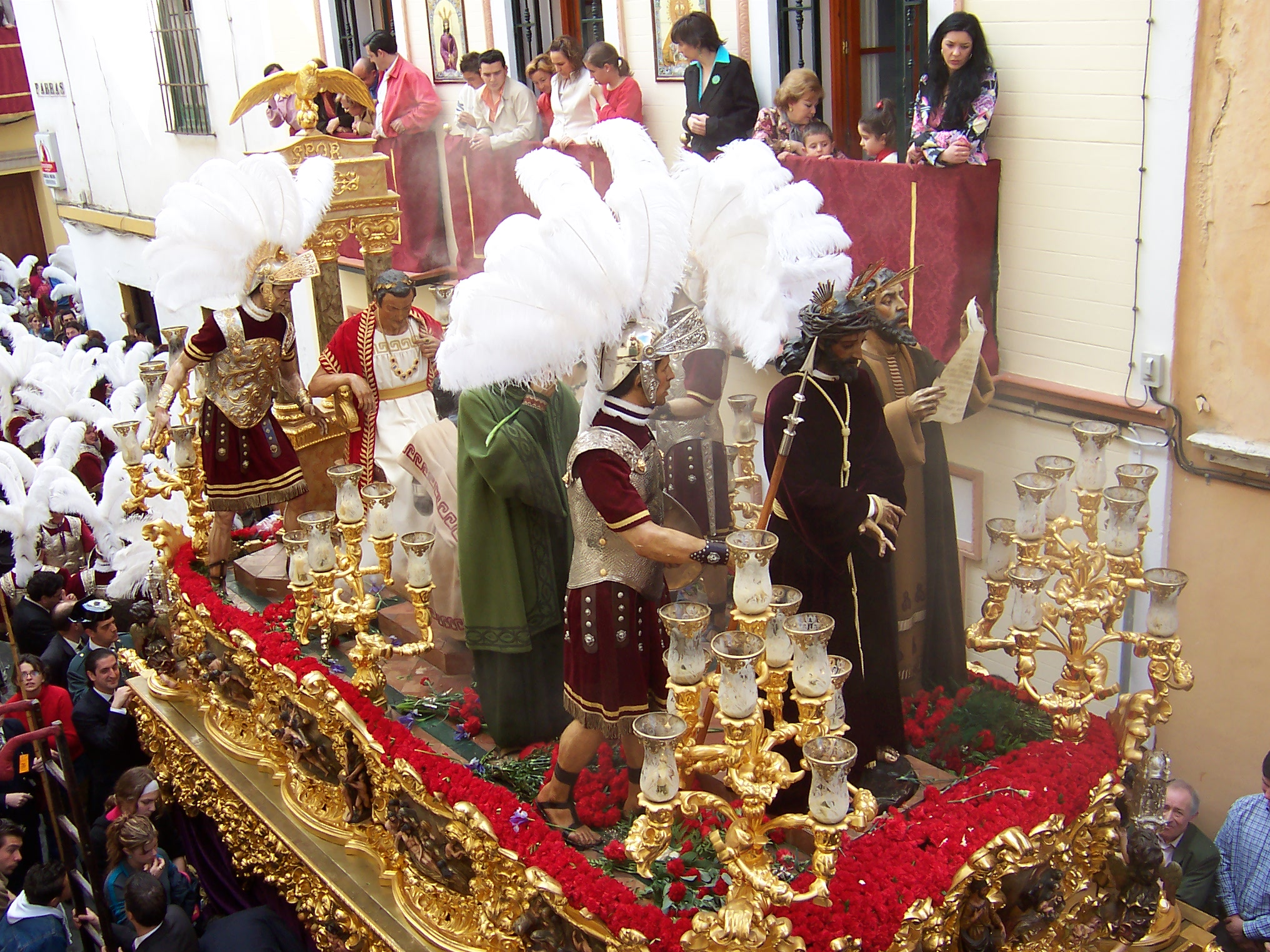
Paso's van de Koninklijke broederschappen
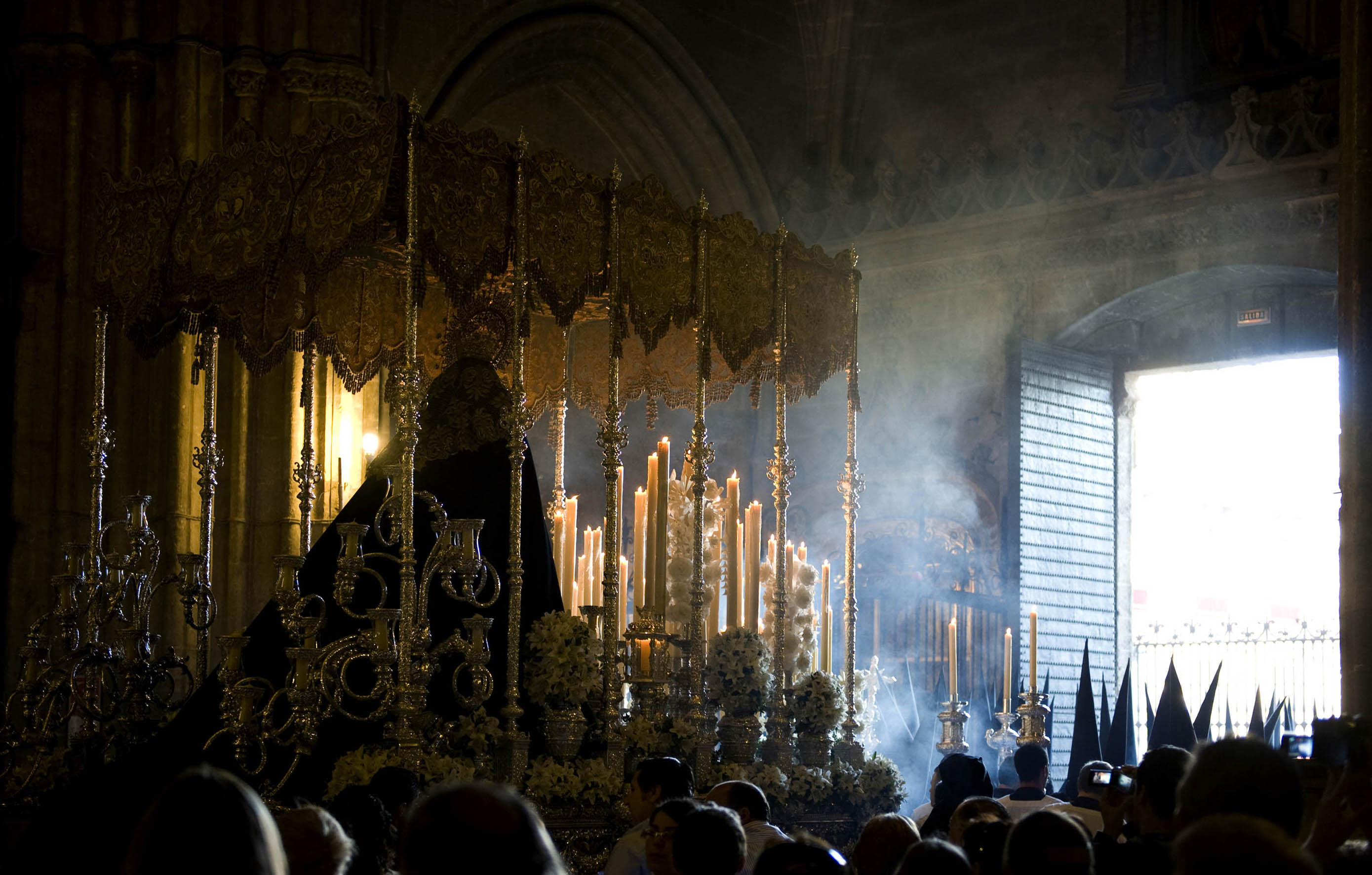
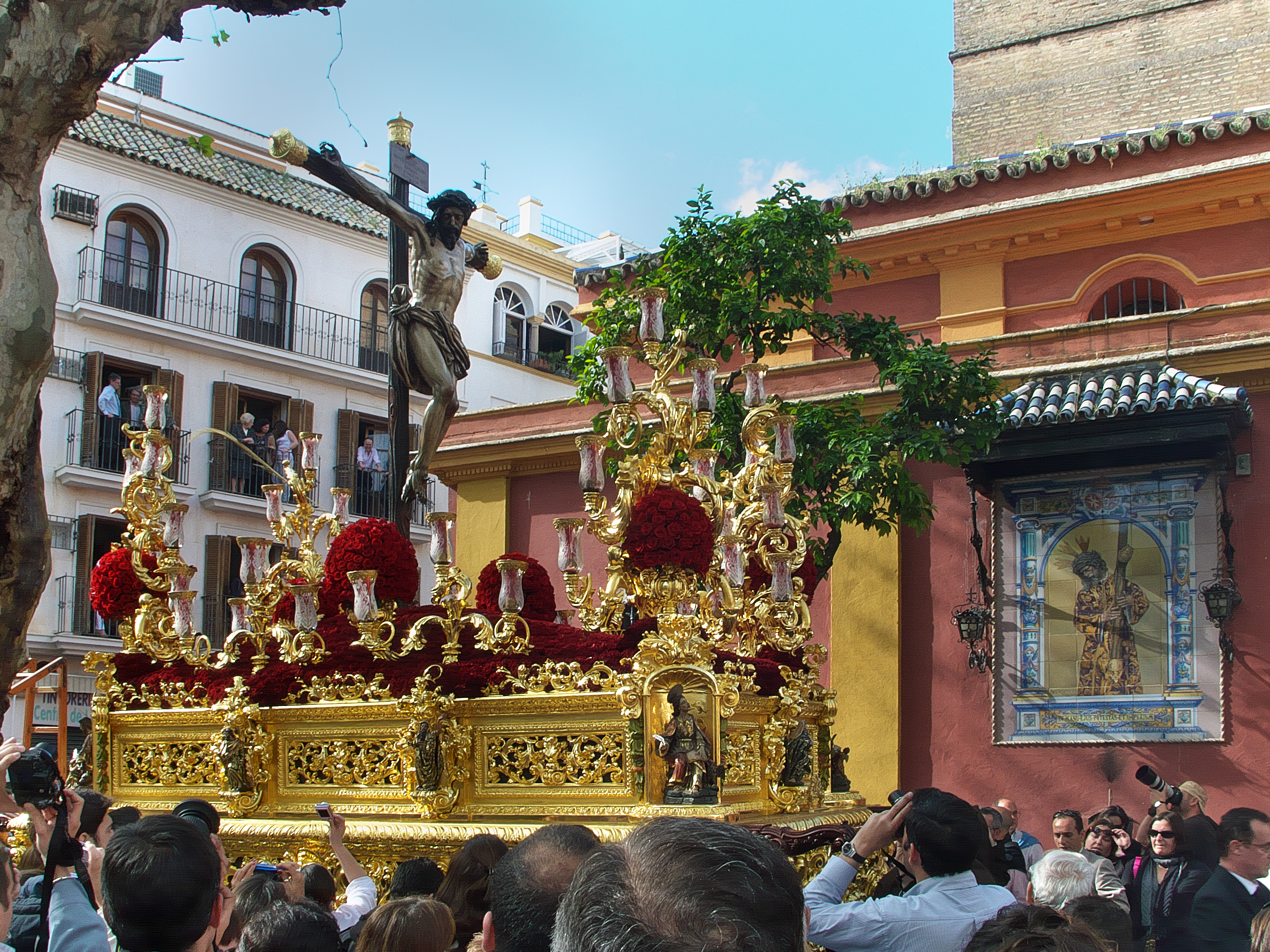

## Politiek

### Andalusië
Sevilla is de hoofdstad van de autonome gemeenschap Andalusië. De hele Junta de Andalucía, dat onder andere bestaat uit een parlement en een regering, is in de stad gevestigd. De president is sinds 2013 Susana Díaz Pacheco van de sociaaldemocratische partij PSOE, die haar partijgenoot José Antonio Griñán Martínez opvolgde. De regering bestaat uit PSOE en de liberale partij Ciudadanos.

### Gemeentebestuur
De gemeenteraad van de stad telt 33 leden en een burgemeester, die om de 4 jaar opnieuw worden verkozen. De burgemeester van Sevilla was tot mei 2011 Alfredo Sánchez Monteseirín (PSOE). Na de verkiezingen van 22 mei 2011 is Zoido (PP) tot burgemeester verkozen.
Sevilla is verder opgedeeld in 11 districten, die op hun beurt dan weer bestaan uit 108 buurten.
- Casco Antiguo
- Distrito Norte
- Distrito Sur
- Triana
- Macarena
- Nervión
- Los Remedios
- Este-Alcosa-Torreblanca
- Cerro-Amate
- Bellavista-La Palmera
- San Pablo-Santa Justa

## Onderwijs
Sevilla telt twee universiteiten; de openbare universiteit van Sevilla (Universidad de Sevilla) en de privé-instelling Universidad Pablo de Olavide.
De universiteit van Sevilla (Universidad de Sevilla) werd opgericht in het jaar 1505 en is de op een na grootste universiteit van Spanje met ongeveer 75.000 studenten in 2005, het jaar waarin het vijfhonderdjarige bestaan van de universiteit werd gevierd. Het hoofdgebouw van de universiteit is de vroegere tabaksfabriek, waar honderden vrouwen sigaren rolden. Georges Bizet baseerde zijn opera Carmen op deze sigarenrolsters. In 1997 opende in Sevilla de tweede universiteit, de “Pablo de Olavide Universiteit”, die in 2005 ongeveer 9000 studenten had. Deze tweede instelling werkt nauw samen met een groot aantal Zuid-Amerikaanse universiteiten en profileert zichzelf als de ‘Deur naar Latijns-Amerika’.

## Vervoer

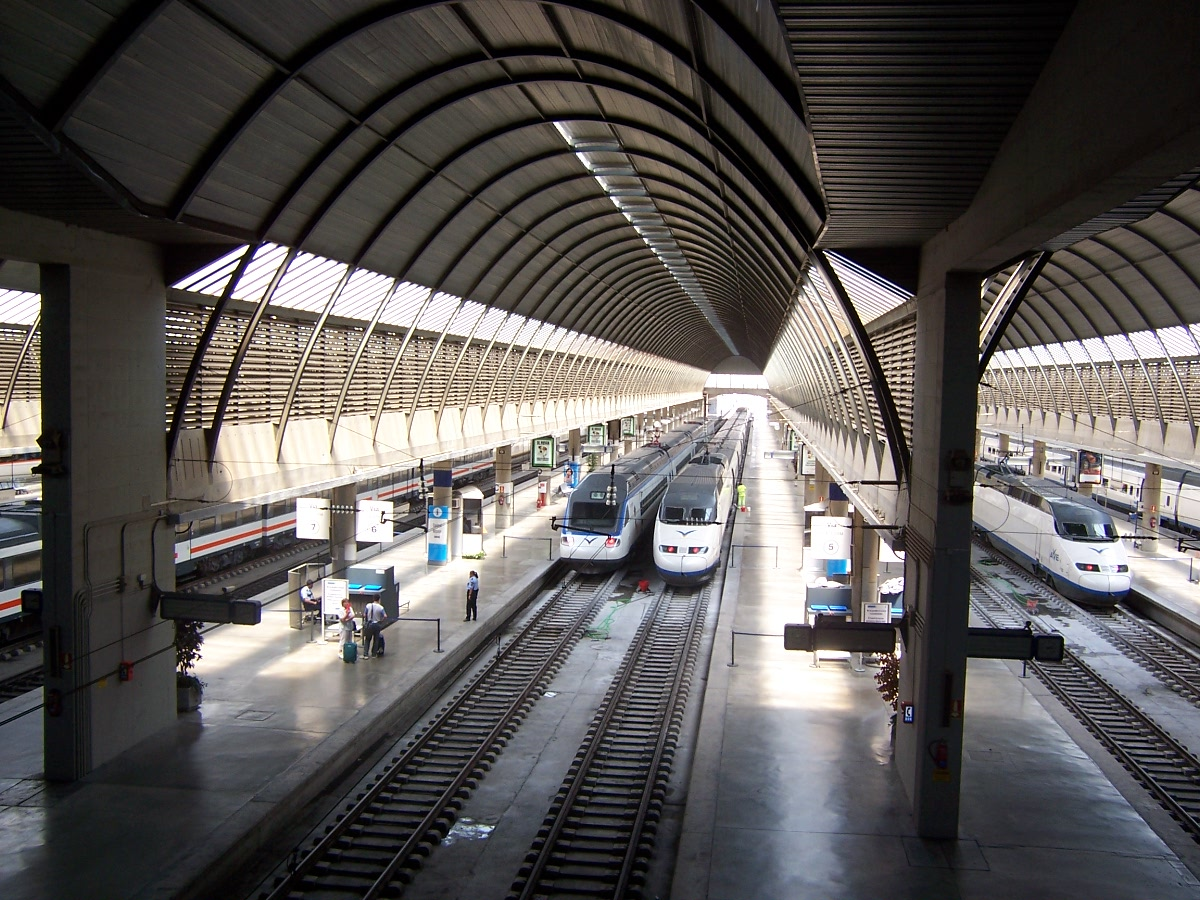
Estación de Santa Justa

### Autoverkeer
Autorijden in de binnenstad van Sevilla is lastig, het centrum bestaat namelijk uit kronkelende eenrichtingsstraten. Verder is het historische stadscentrum beperkt toegankelijk voor autoverkeer. Op de ringweg van de stad ontstaan soms files, maar het stadsverkeer is vrij rustig in vergelijking met andere steden zoals Madrid en Barcelona.

### Haven
Sevilla beschikt ook over een haven aan de rivier de Guadalquivir. Het is de enige commerciële haven gelegen aan een rivier in Spanje.

### Luchtvaart
Op tien kilometer afstand van de stad bevindt zich het internationale vliegveld San Pablo. Het is met 3,8 miljoen reizigers per jaar de op één na drukste luchthaven in Andalusië, na Málaga. San Pablo beschikt over 1 startbaan.

### Spoorwegen

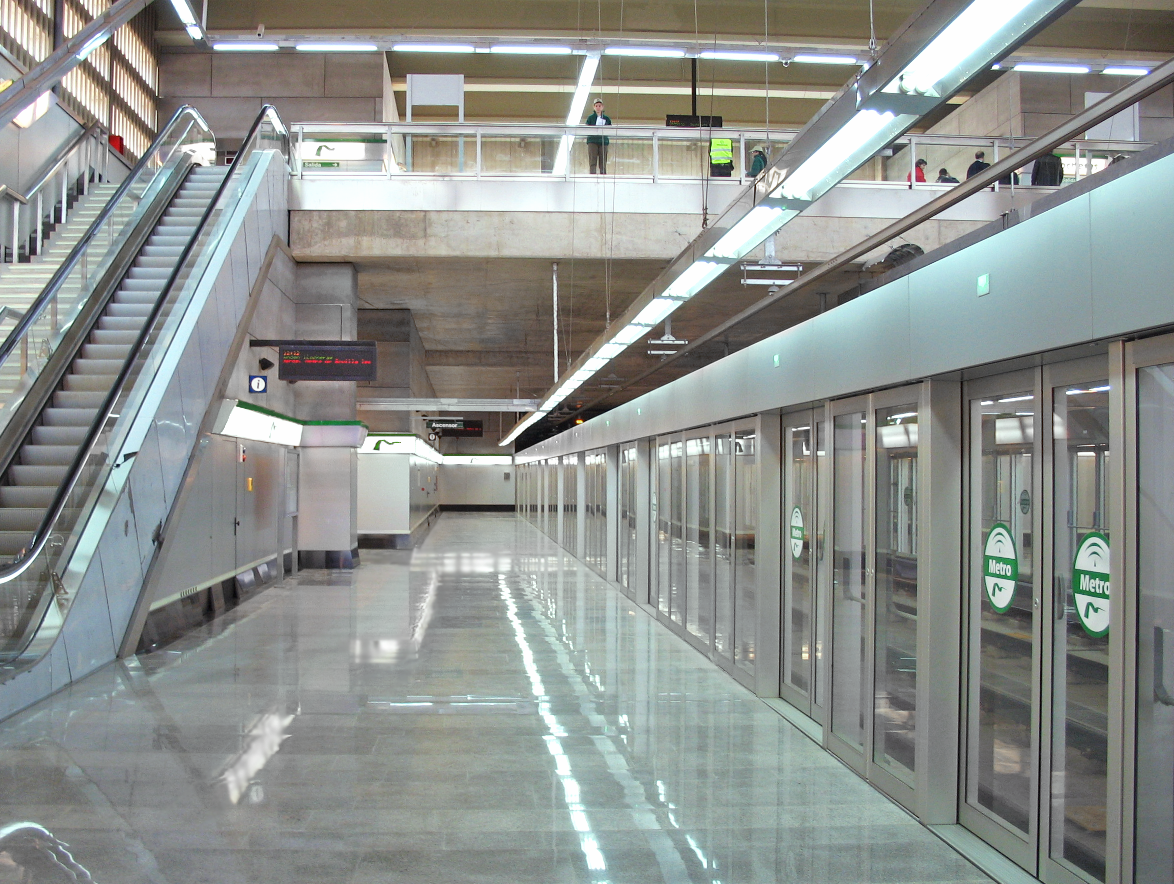
Metro van Sevilla

De stad kan per trein worden bereikt vanuit vrijwel alle andere Spaanse steden met de verschillende lijnen van Renfe, onder andere vanuit Madrid, Córdoba, Barcelona en Málaga. Het centrale treinstation van de stad heet “Santa Justa”. De eerste hogesnelheidslijn die in Spanje werd geopend in kader van de wereldtentoonstelling van 1992 in de stad, was de hogesnelheidslijn Madrid–Sevilla. Deze lijn had een tijdelijk station, Sevilla expo, naast het tentoonstellingsterrein met een zeildak.

### Stads- en streekvervoer

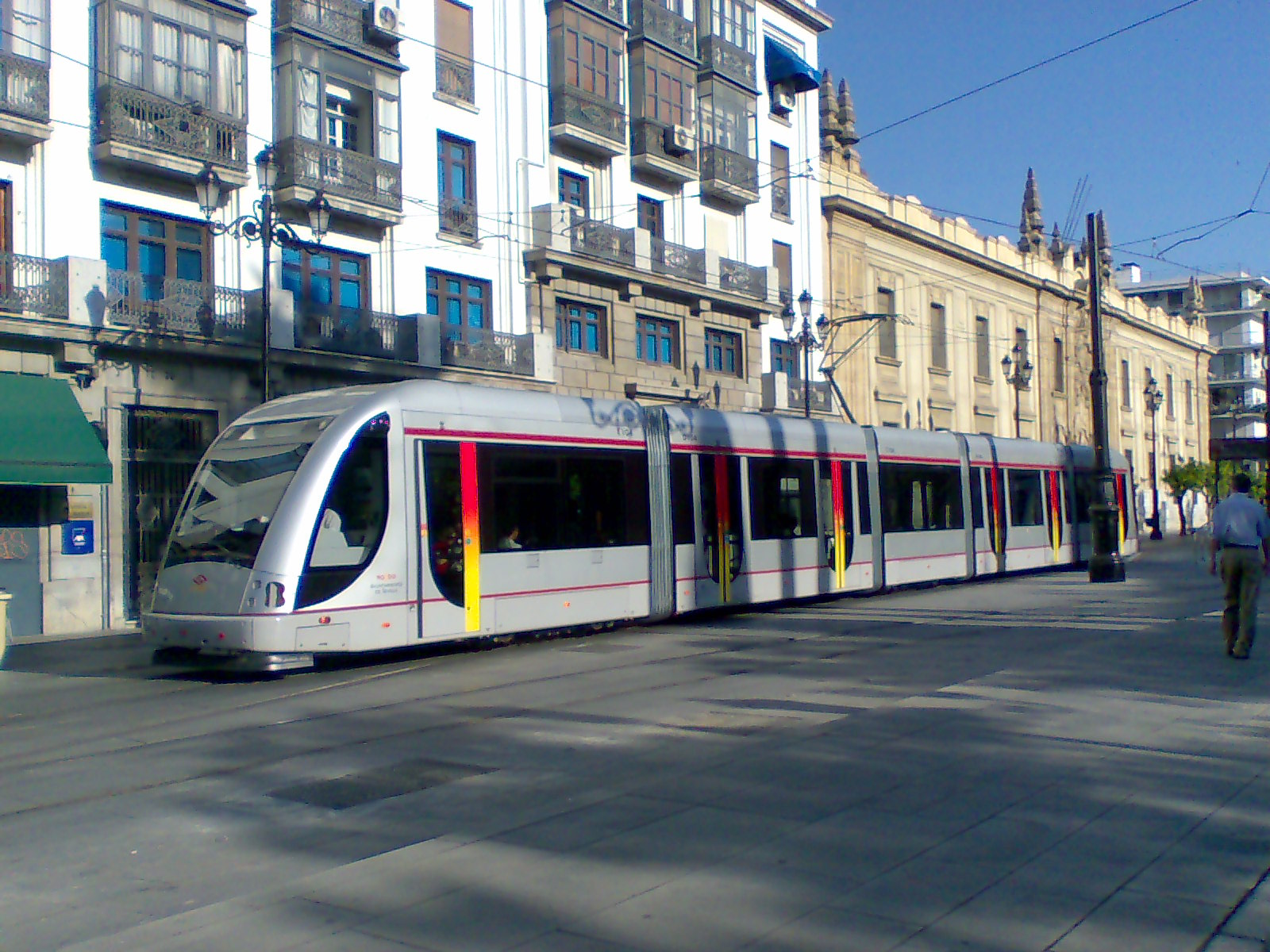
Tram in de stad

Het stadsvervoer in Sevilla is in handen van TUSSAM. Deze vervoersmaatschappij verzorgt buslijnen, tramlijnen en vanaf 2008 ook metrolijnen in Sevilla.
Al sinds 1999 is men bezig met de aanleg van een metronetwerk, dat zal bestaan uit vier grotendeels ondergrondse lijnen. In 2006 is er een begin gemaakt met aanleg van de twee tramlijnen die in het centrum zullen gaan rijden. In 2007 is Tramlijn 1 (T1) opgeleverd. Deze lijn gaat van Plaza Nueva naar het bus- en metrostation Prado San Sebastian. In 2009 is Metrolijn 1 in gebruik genomen, met haltes zoals Nervión, Puerta de Jerez, Plaza de Cuba en Blas Infante.

## Sevilla in fictie
Sevilla is o.a. te zien in de volgende films, televisieseries en opera's:
- Carmen, opera van Bizet
- Game of Thrones
- Il barbiere di Siviglia, opera van Rossini
- Kingdom of Heaven
- Knight and Day
- Lawrence of Arabia
- Le nozze di Figaro, opera van Mozart
- Don Giovanni, opera van Mozart
- Fidelio, opera van Beethoven
- La Favorita en Maria Padilla, twee opera’s van Donizetti
- La forza del destino, opera van Verdi
- Rodrigo, opera van Händel
- Mission Impossible II
- Star Wars II: Attack of the Clones
- The Dictator (2012)
- The Road to El Dorado

## Stedenbanden
- Angers (Frankrijk)
- Buenos Aires (Argentinië), sinds 1974
- Cartagena (Colombia)
- Columbus (Verenigde Staten)
- Guadalajara (Mexico)
- Ho Chi Minhstad
- Kansas City (Verenigde Staten)
- Krakau (Polen)

## Geboren in Sevilla
- Ferdinand IV van Castilië (1285–1312), koning van Castilië
- Hendrik II van Castilië (1333–1379), koning van Castilië
- Rodrigo de Bastidas (1460–1527), ontdekkingsreiziger
- Bartolomé de las Casas (1474–1566), bisschop en mensenrechtenactivist
- Francisco da Herrera (de oude) (1598-1654), kunstschilder
- Diego Rodríguez de Silva y Velázquez (1599–1660), kunstschilder
- Bartolomé Murillo (1617–1682), kunstschilder
- Juan de Valdés Leal (1622–1690), kunstschilder
- Francisco da Herrera (de jonge) (1627-1685), kunstschilder en architect
- Nicholas Wiseman (1802–1865), Brits kardinaal
- Gustavo Adolfo Bécquer (1836–1870), toneelschrijver en dichter (romantiek)
- José García Ramos (1852–1912), kunstschilder
- Jerónimo Giménez y Bellido (1854–1923), componist en dirigent
- Manuel García y Rodríguez, (1863–1925), kunstschilder
- Antonio Machado (1875–1939), dichter
- Antonio Castillo Lastrucci (1882–1967), beeldhouwer
- Joaquín Turina Pérez (1882–1949), componist
- Juan Belmonte (1892–1962), stierenvechter
- Vicente Aleixandre (1898–1984), dichter en Nobelprijswinnaar (1977)
- Conchita Bautista (1936), actrice en zangeres
- Adam Karol Czartoryski (1940), stichter van de Princes Czartoryski Foundation
- Soledad Miranda, (1943–1970), actrice/zangeres
- José Manuel Delgado Rodríguez (1949), componist en muziekpedagoog
- Miguel Ángel Ayuso Guixot (1952-2024), kardinaal
- Isabel Pantoja (1956), zangeres
- El Risitas (1956-2021), komiek
- Remedios Amaya (1962), zangeres
- Dionisio Buñuel Gutiérrez (1963), componist, muziekpedagoog en dirigent
- Luis Medina Cantalejo (1964), scheidsrechter
- Fernando Muñoz (1967), voetballer
- Paco León (1974), acteur
- Paz Vega (1976), actrice
- Verónica Sánchez (1977), actrice
- José Marí (1978), voetballer
- Javi Varas (1982), voetballer
- Francisco Javier Álvarez Colinet (1983), zanger (boyband D'Nash)
- Manuel Olmedo (1983), atleet
- Belén Cuesta (1984), actrice
- Antonio Puerta (1984–2007), voetballer
- Antonio Piedra (1985), wielrenner
- Luis Alberto Marco (1986), atleet
- Adrián San Miguel del Castillo (1987), voetballer
- Estrella Cabeza Candela (1987), tennisspeelster
- Ana Romero (1987), voetbalster
- Alejandro Pozuelo (1991), voetballer
- Alberto Moreno (1992), voetballer
- Israel Puerto (1993), voetballer
- José Campaña (1993), voetballer
- Sergio Rico (1993), voetballer
- Carlos Fernández Luna (1996), voetballer
- Francisco Montero (1999), voetballer
- Olga Carmona (2000), voetbalster
- Anselmo García Mac Nulty (2003), Iers-Spaans voetballer
- Jesús Rodríguez (2005), voetballer